# Biserica reformată din Cotuș

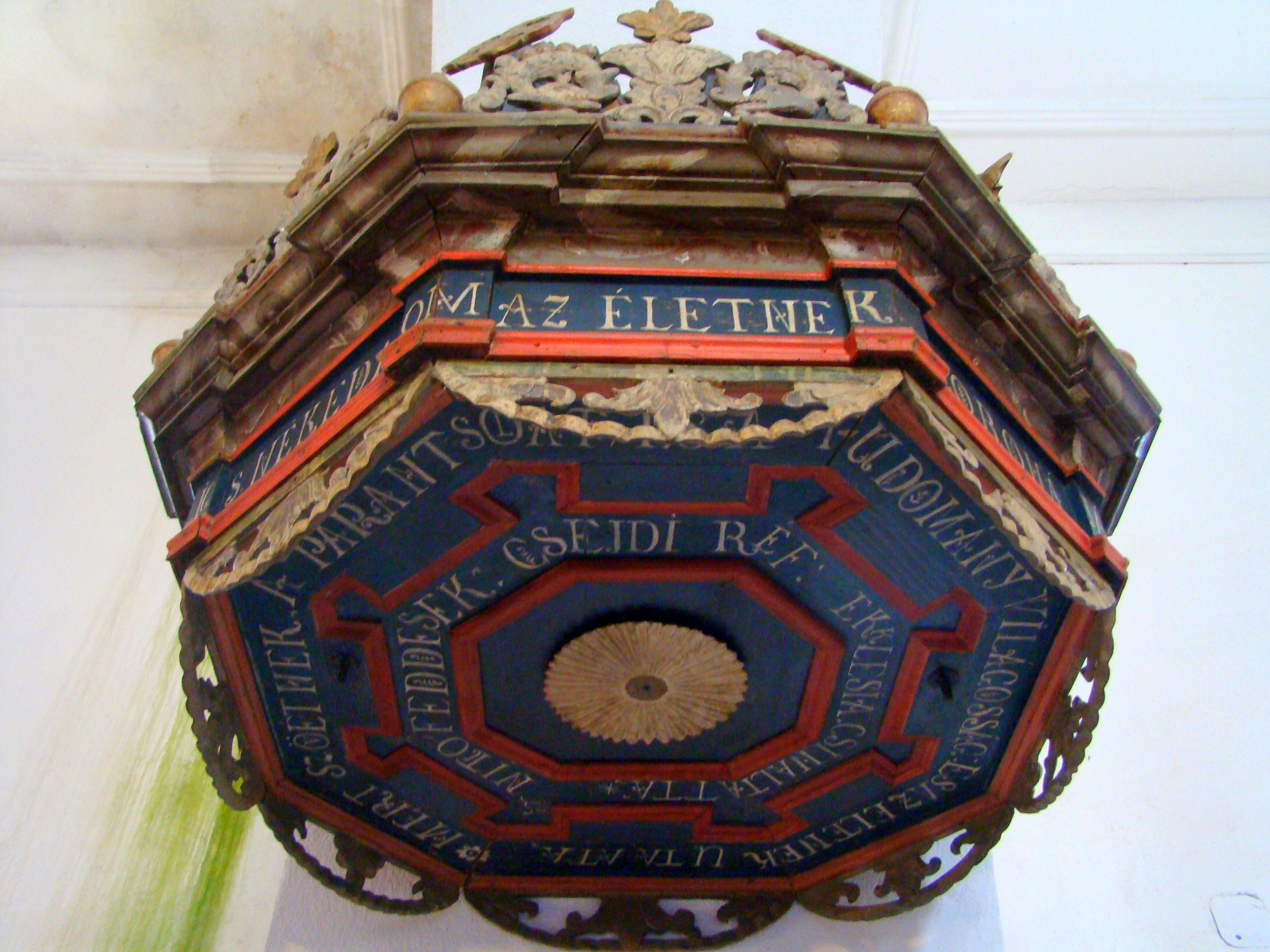
Coroana amvonului

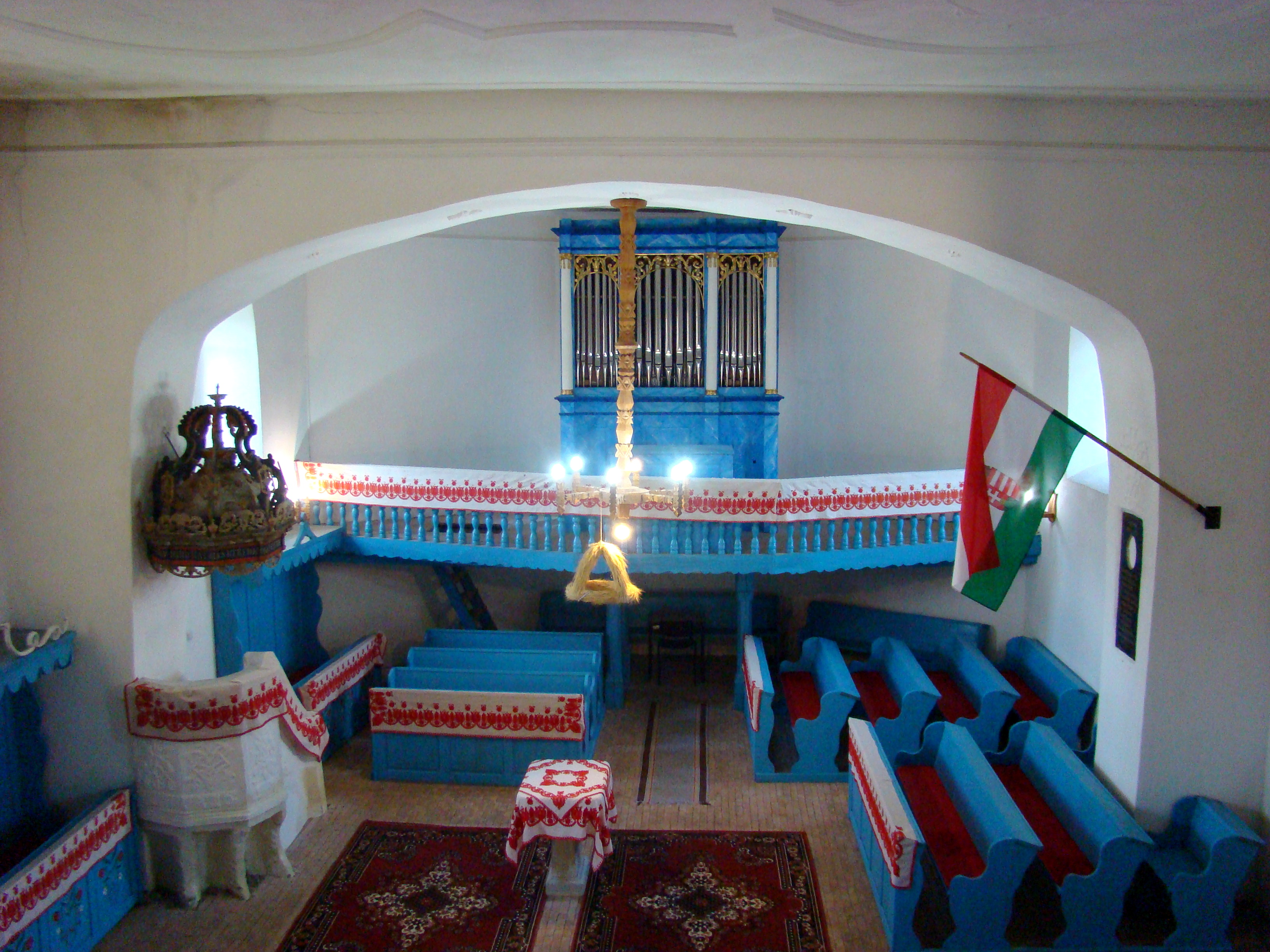
Interiorul navei

Biserica reformată din Cotuș este un monument istoric aflat pe teritoriul satului Cotuș, comuna Sângeorgiu de Mureș, județul Mureș. În Repertoriul Arheologic Național, monumentul apare cu codul 114435.01

## Localitatea
Cotuș (în maghiară Csejd) este un sat în comuna Sângeorgiu de Mureș din județul Mureș, Transilvania, România. Prima menționare documentară a satului Cotuș este din anul 1567.

## Istoric
Biserica a fost construită la sfârșitul secolului al XVIII-lea (lucrările s-au terminat în 1791).  Este a doua biserică construită de această comunitate. Prima a fost ridicată din lemn în secolul al XVII-lea, dar a fost mistuită de flăcări.
Ușa de la intrarea de sub turn este cea a fostei biserici și are inscripția: „ANO 1681 KOZMA  MIH./ BOLTOKI JÁNOS CINA/TAK DIE 18 JUNI".

## Trăsături
Masa Domnului este din anul 1921 și are inscripția „EMLÉKÜL 1921 NAGY SÁNDOR ÉS NEJE ISZLAI ZSUZSÁNNA". 
Amvonul a fost construit în 1788 și are inscripția „ANO 1788." Coroana amvonului este făcută în anul 1791, în stil baroc, și are inscripția „LÉGY HÍV MINDHALÁLIG ÉS NEKED ADOM AZ ÉLETNEK KORONÁJÁT". A fost restaurată în 2011 de meșterul Mihály Ferencz din Sovata.
Orga a fost construită în anul 1890 de constructorul de orgi Blahumka Lajos. A fost restaurată în totalitate în anul 2011 de meșterul Pozsár Róbert din Cluj-Napoca.
Clopotele: cel mare a fost turnat în anul 1767, iar cel mic în anul 1922. Nici unul dintre ele nu are inscripții.

## Stare de conservare
Biserica a fost restaurată între anii 2004-2009 printr-un proiect finanțat de Compania Națională de Investiții. Parohia reformată a fost obligată să predea obiectivul firmelor ce au executat lucrarea: Izorep și respectiv Consreg (ca subcontractant). Lucrările de foarte proastă calitate, mai ales la acoperiș, fac ca apa să se infiltreze masiv în biserică, periclitând integritatea lăcașului de cult, imaginile fiind edificatoare.

## Imagini din exterior

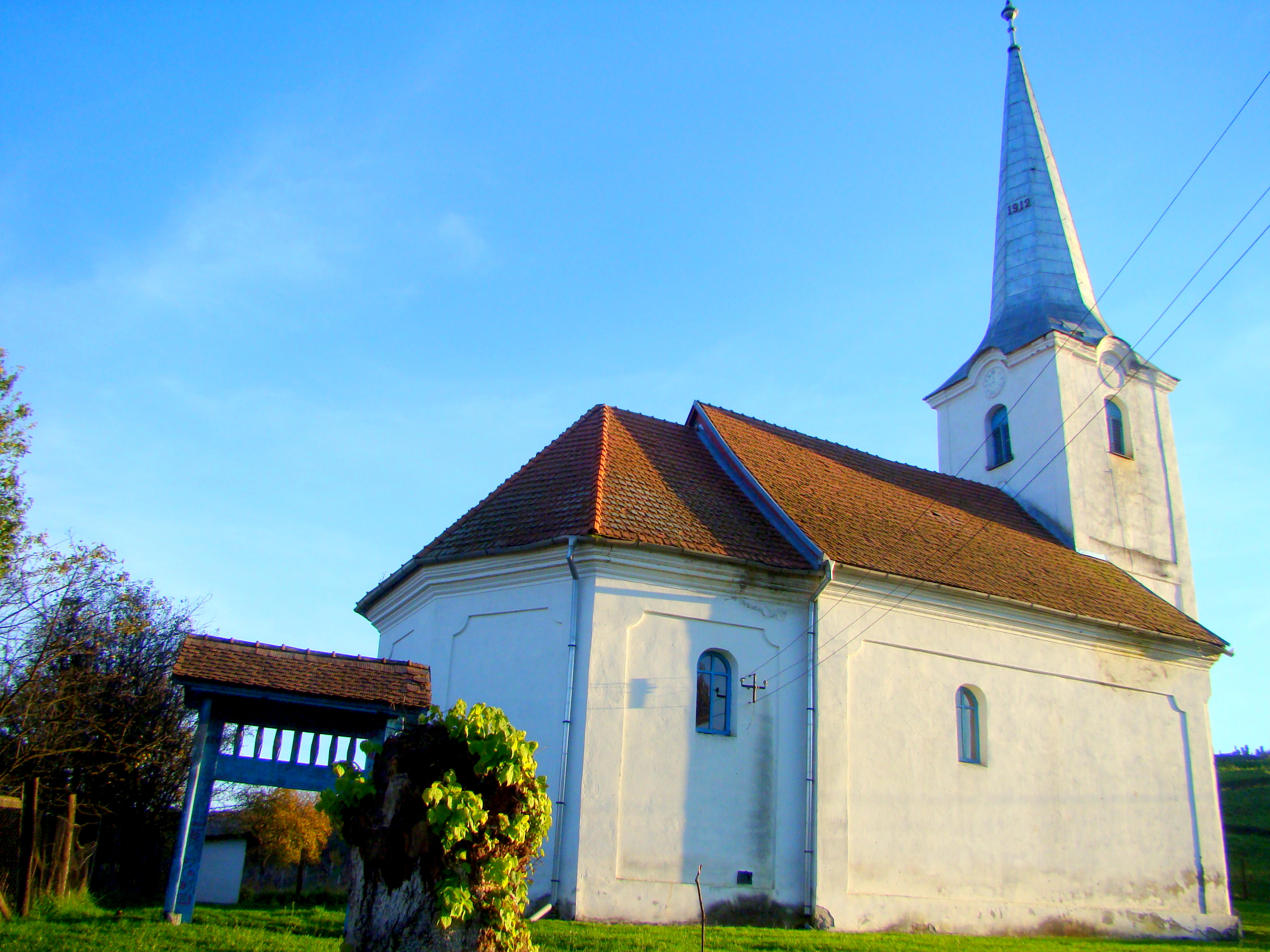
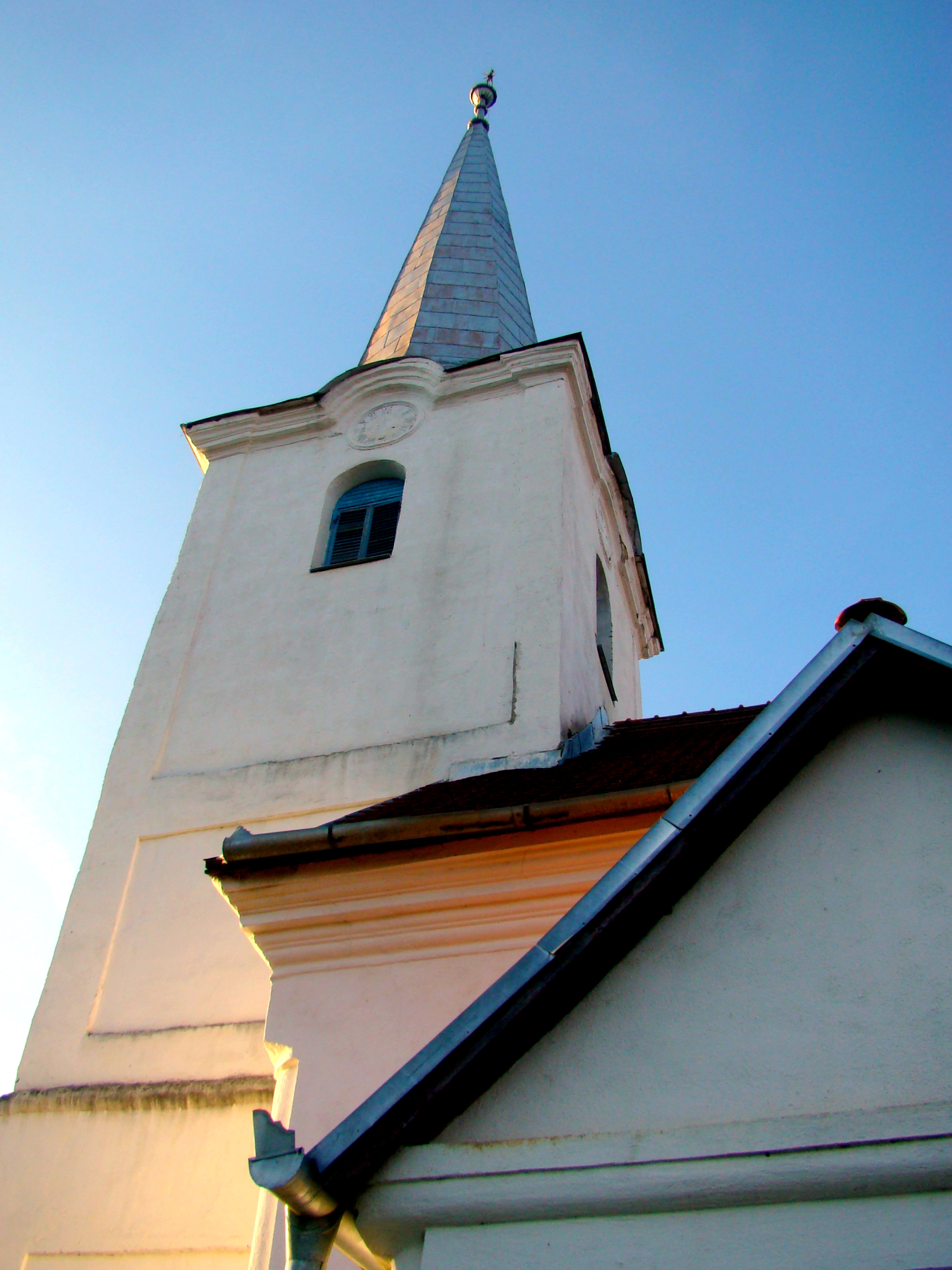
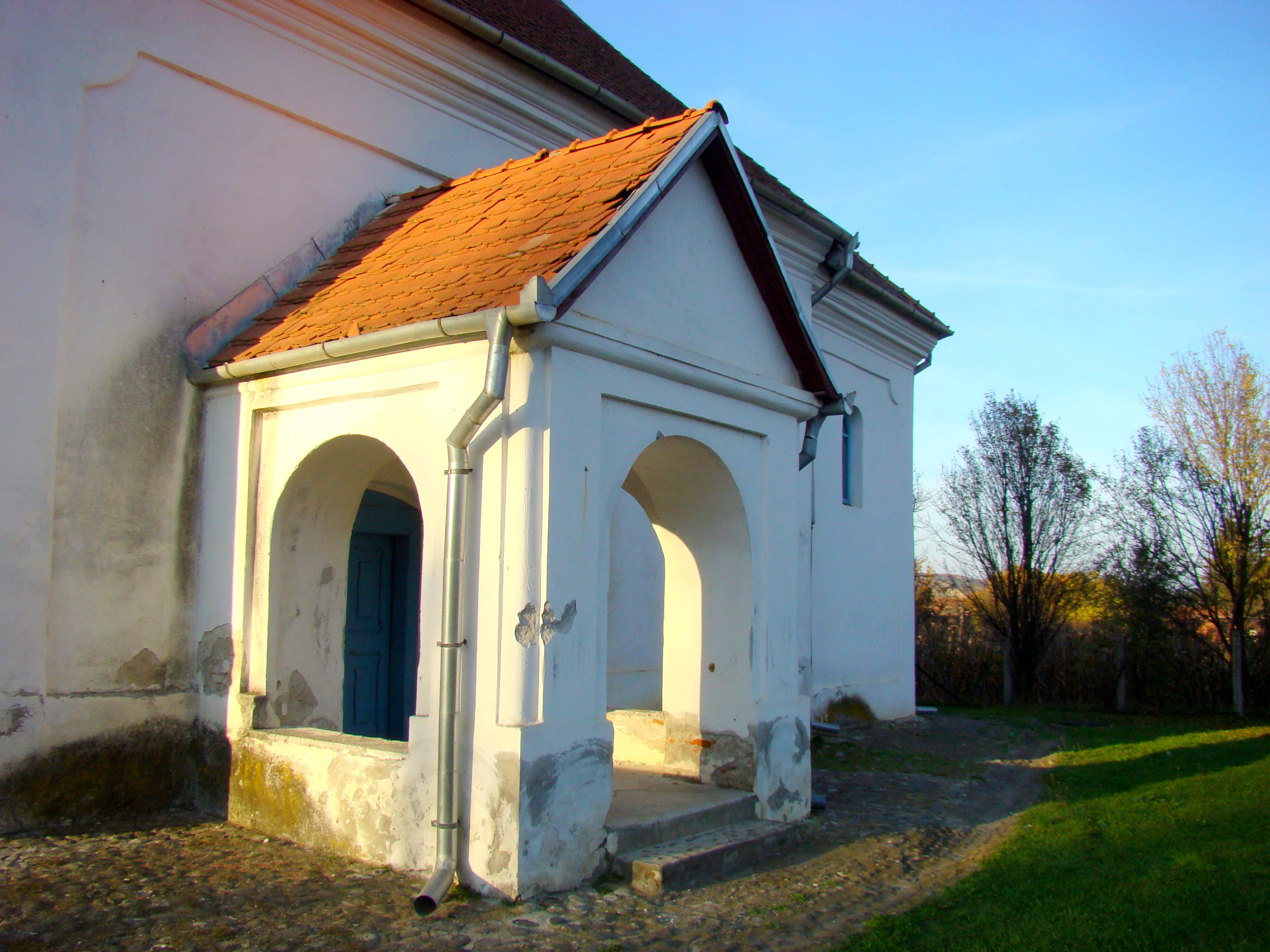
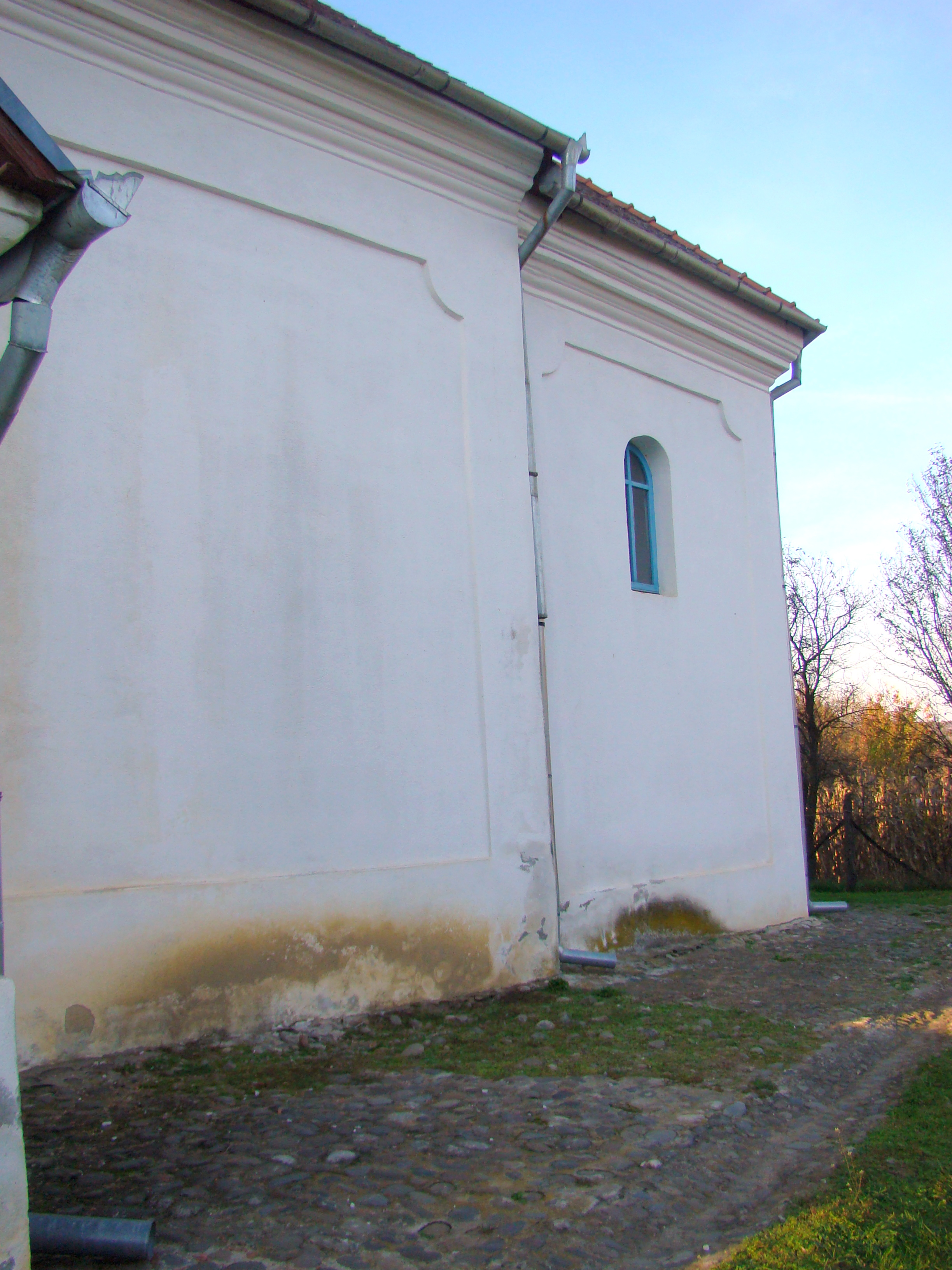
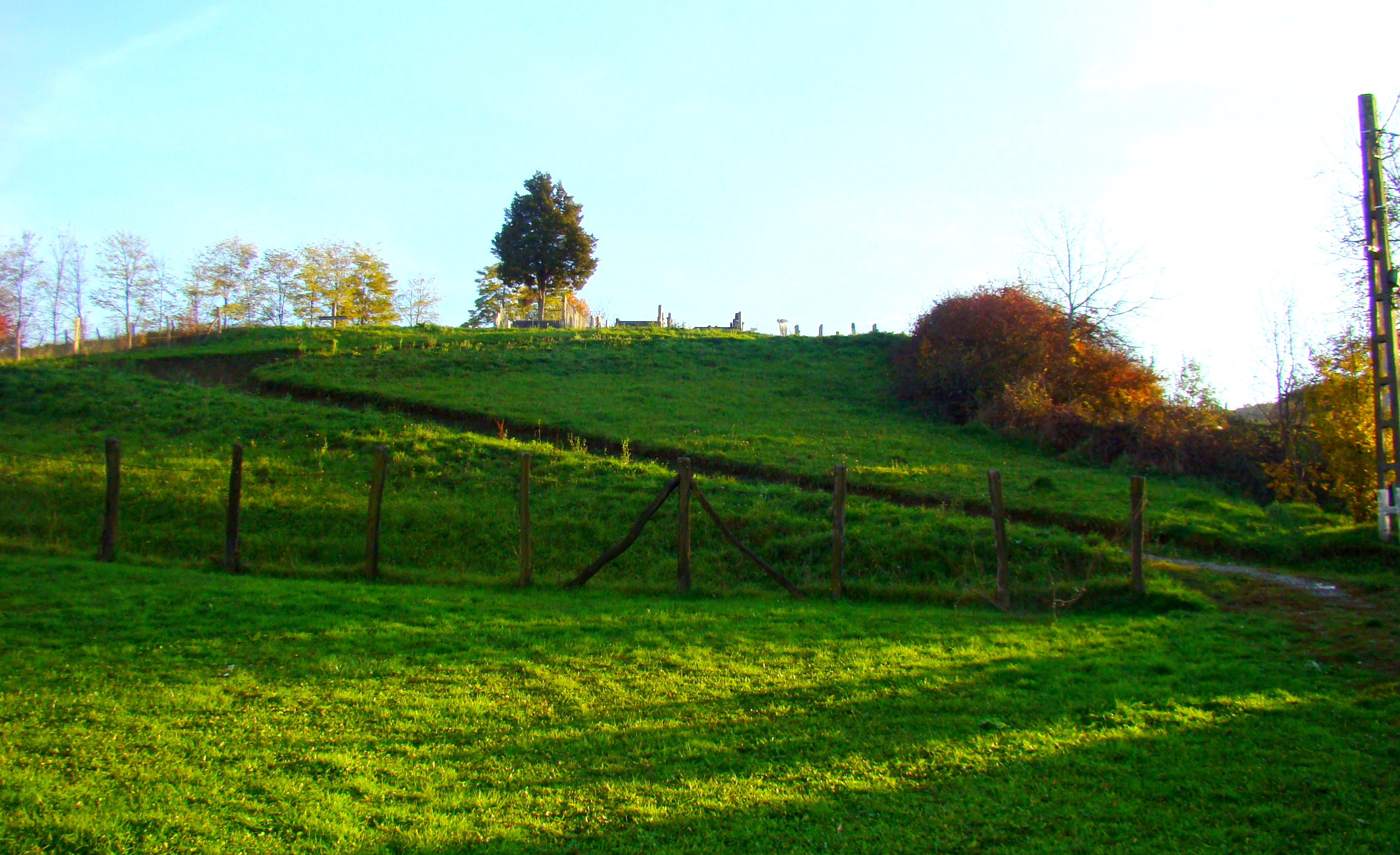
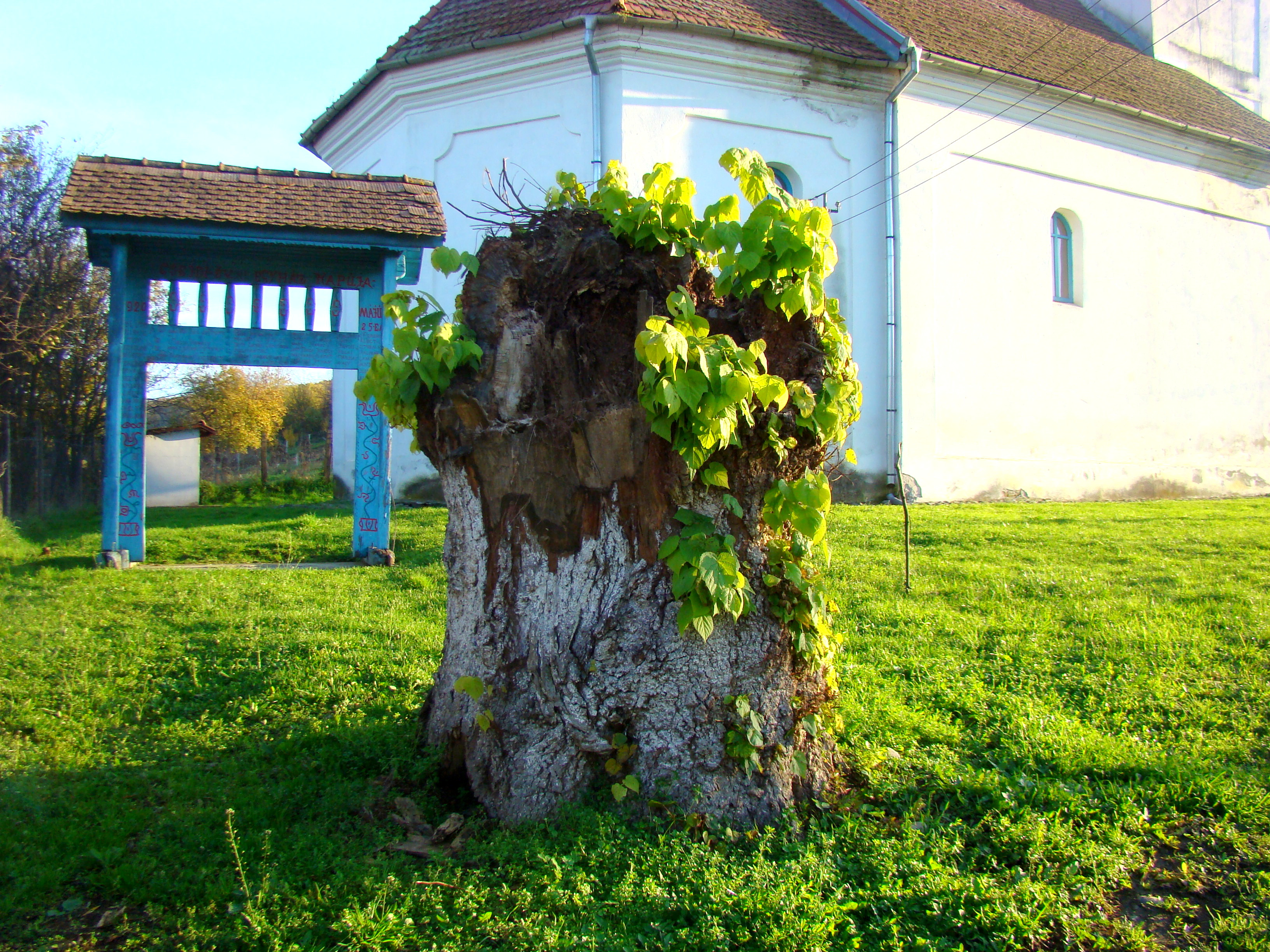
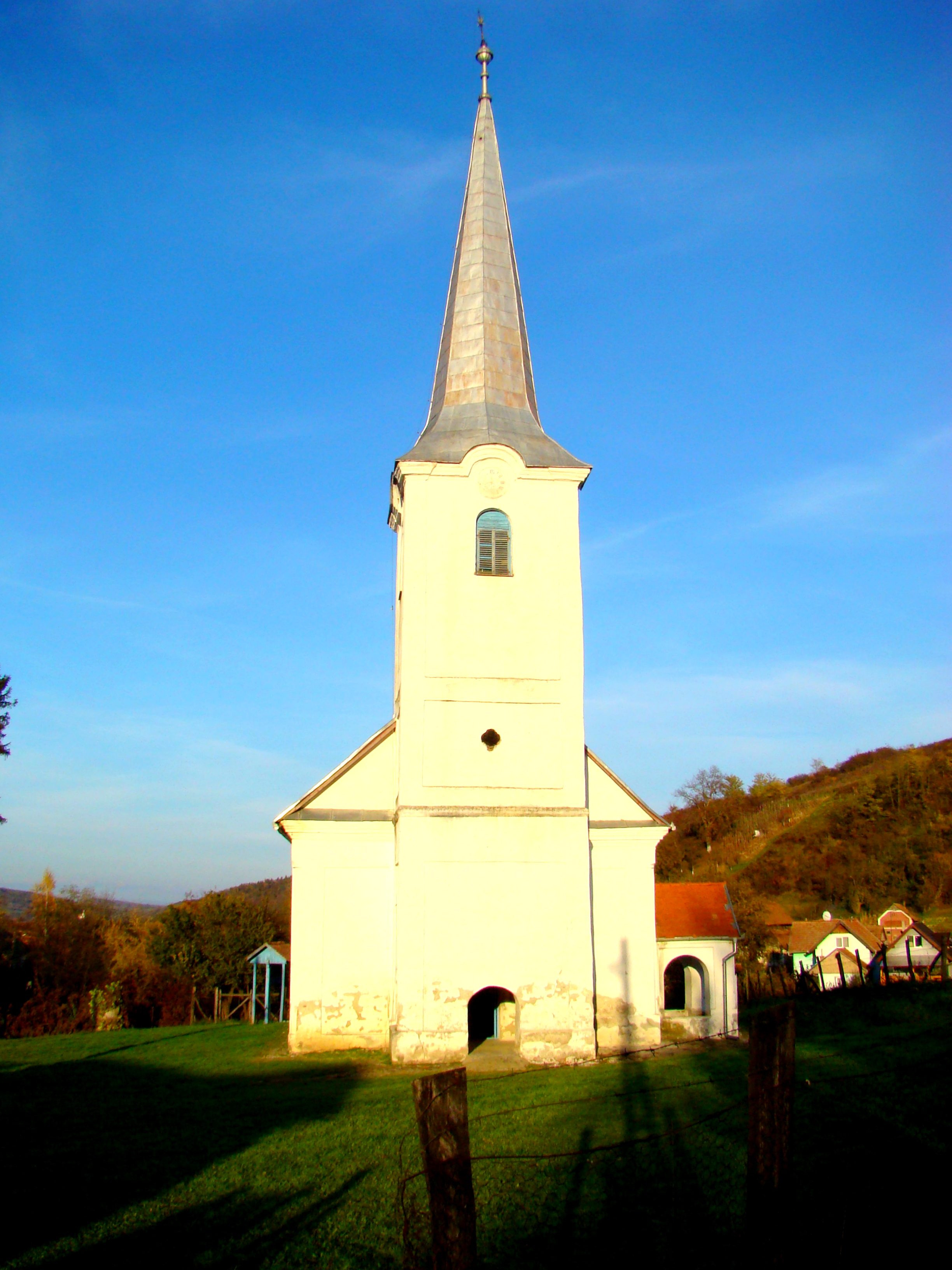
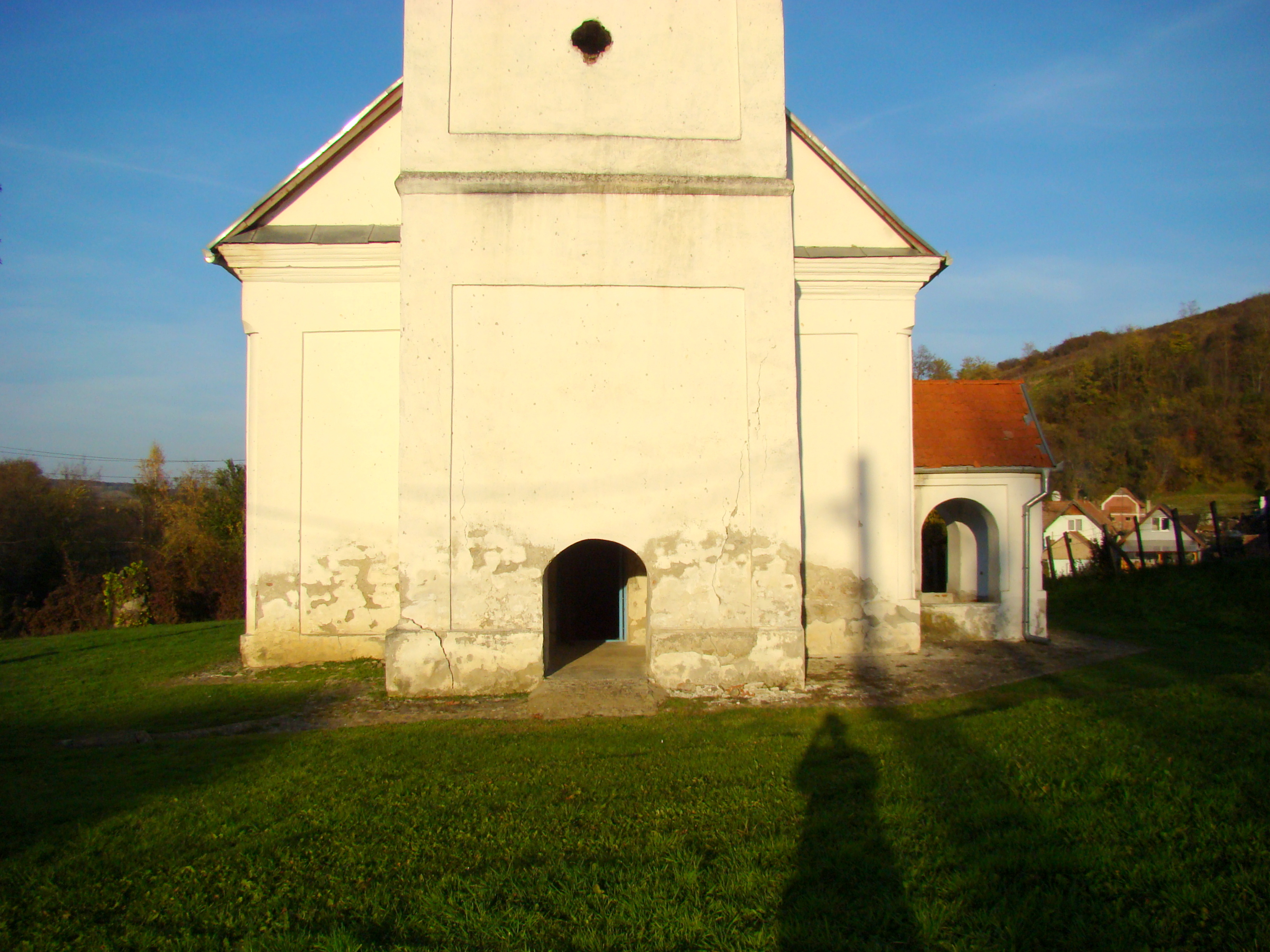
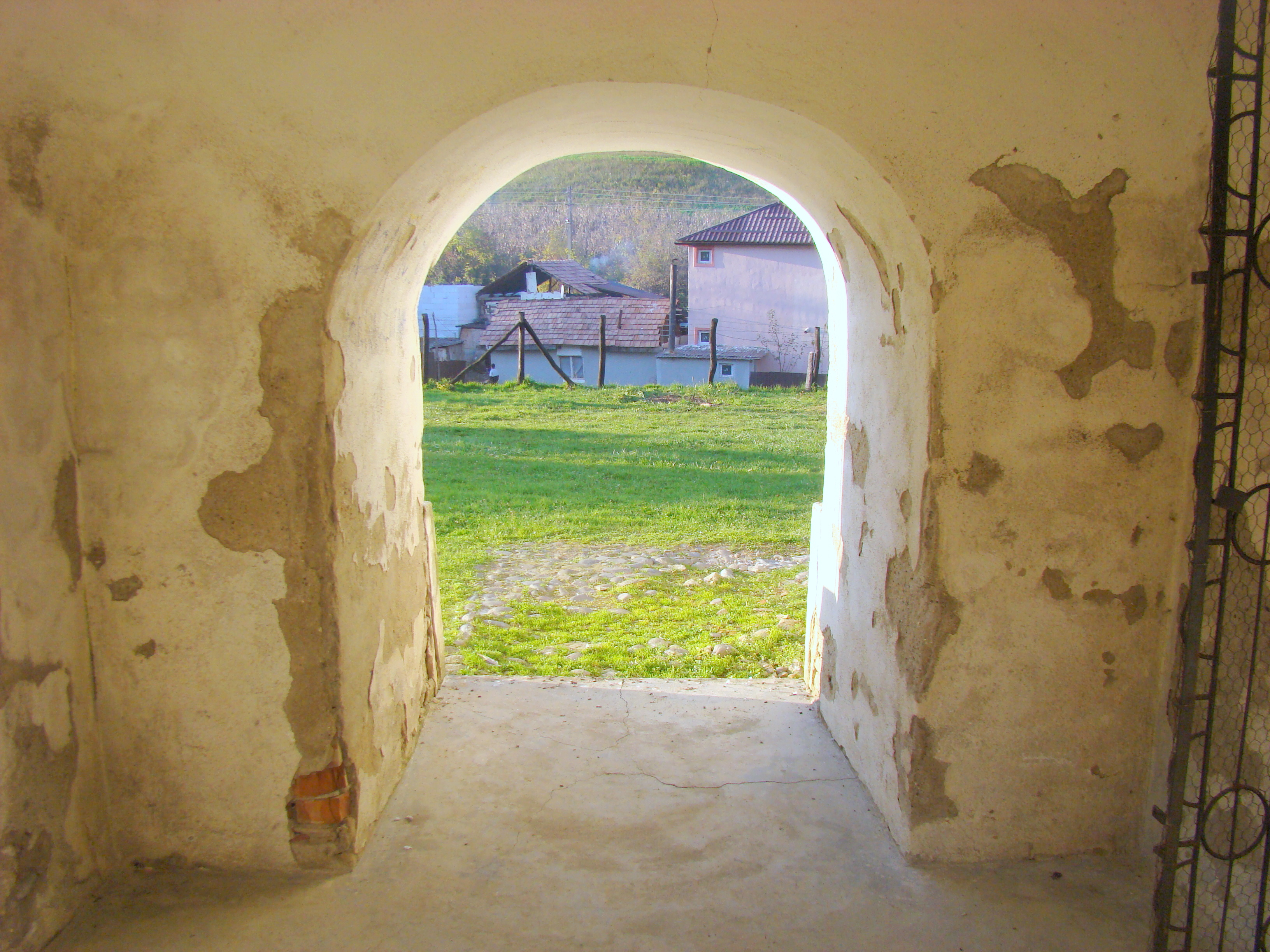
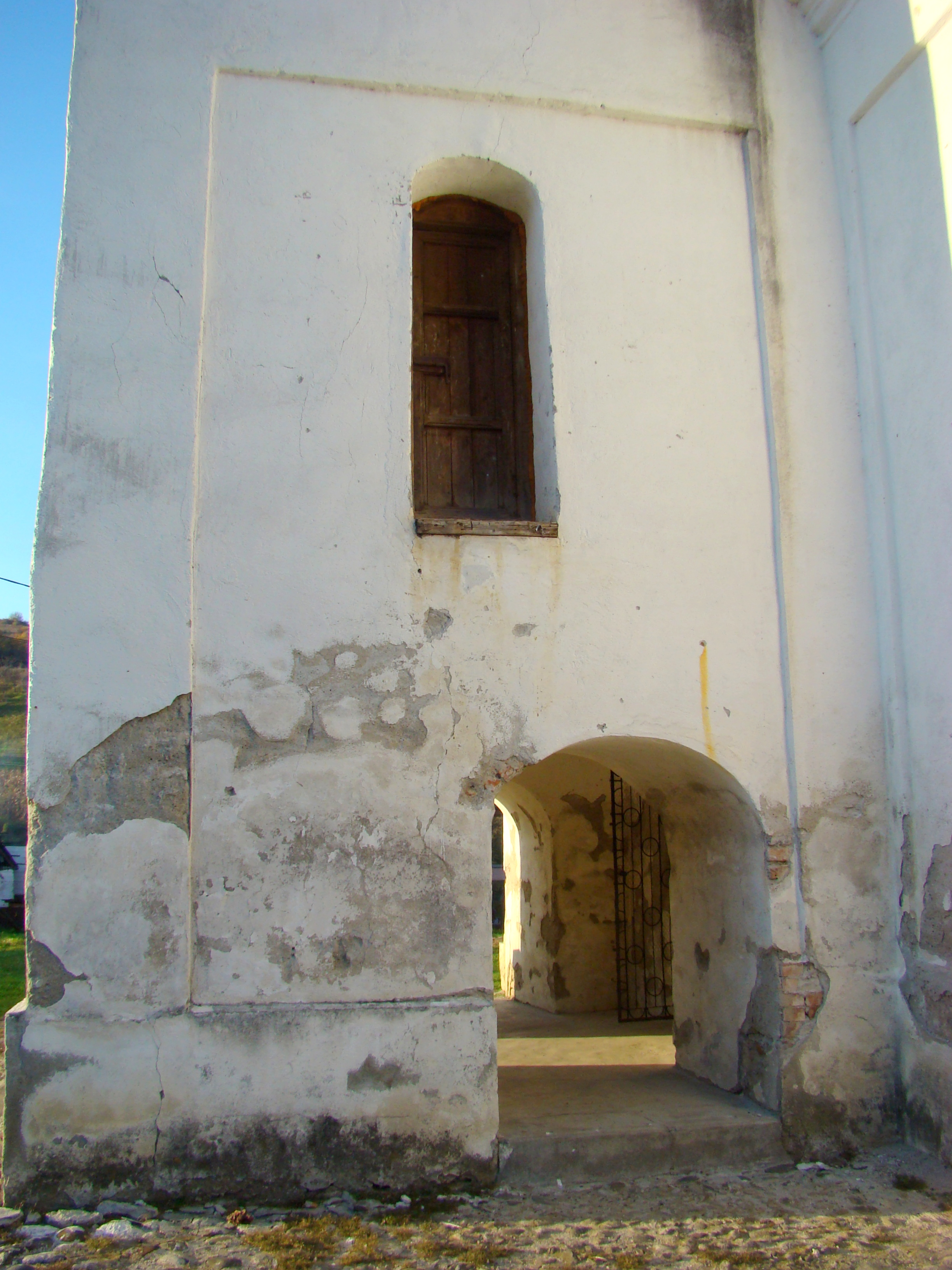
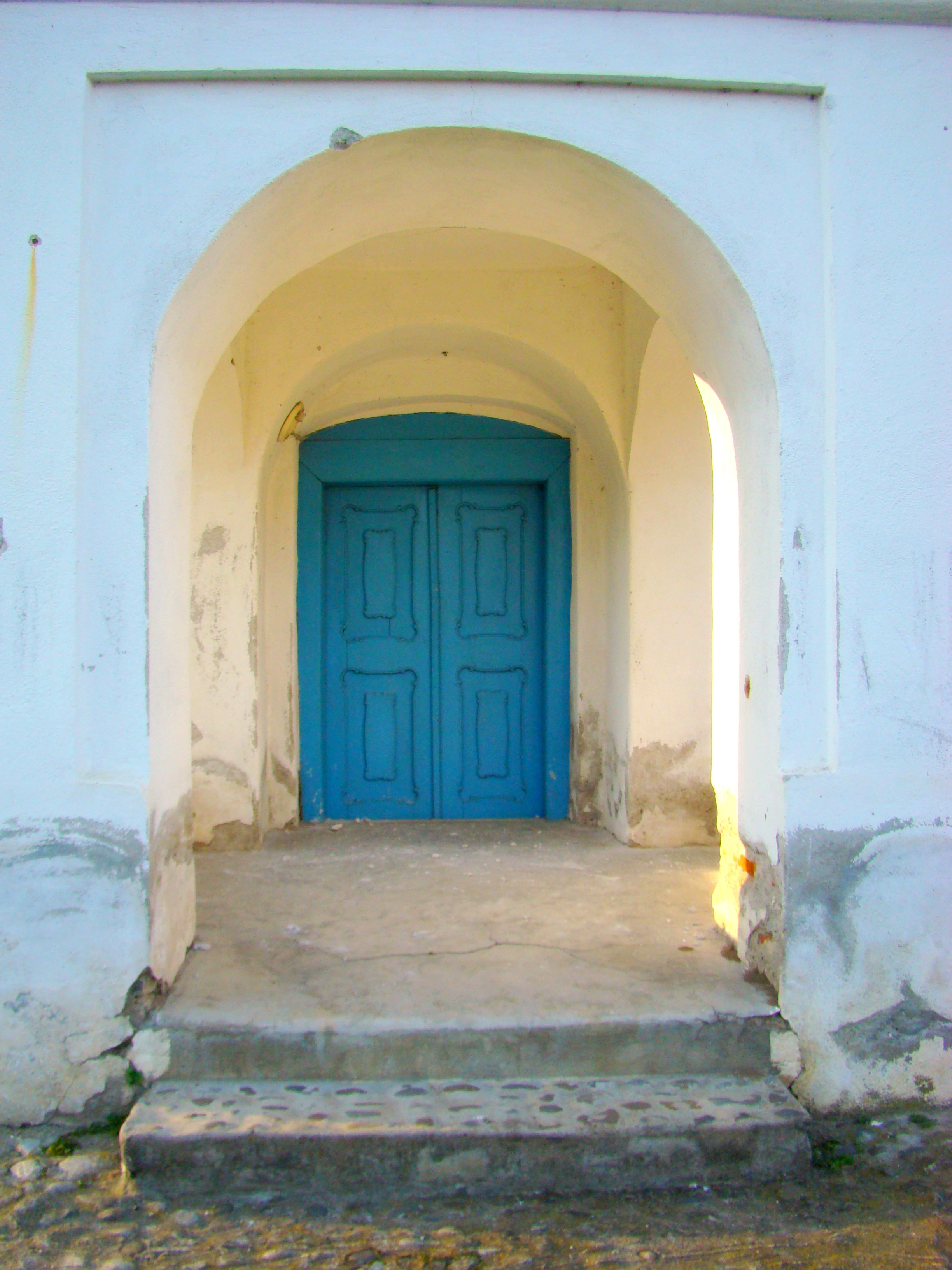
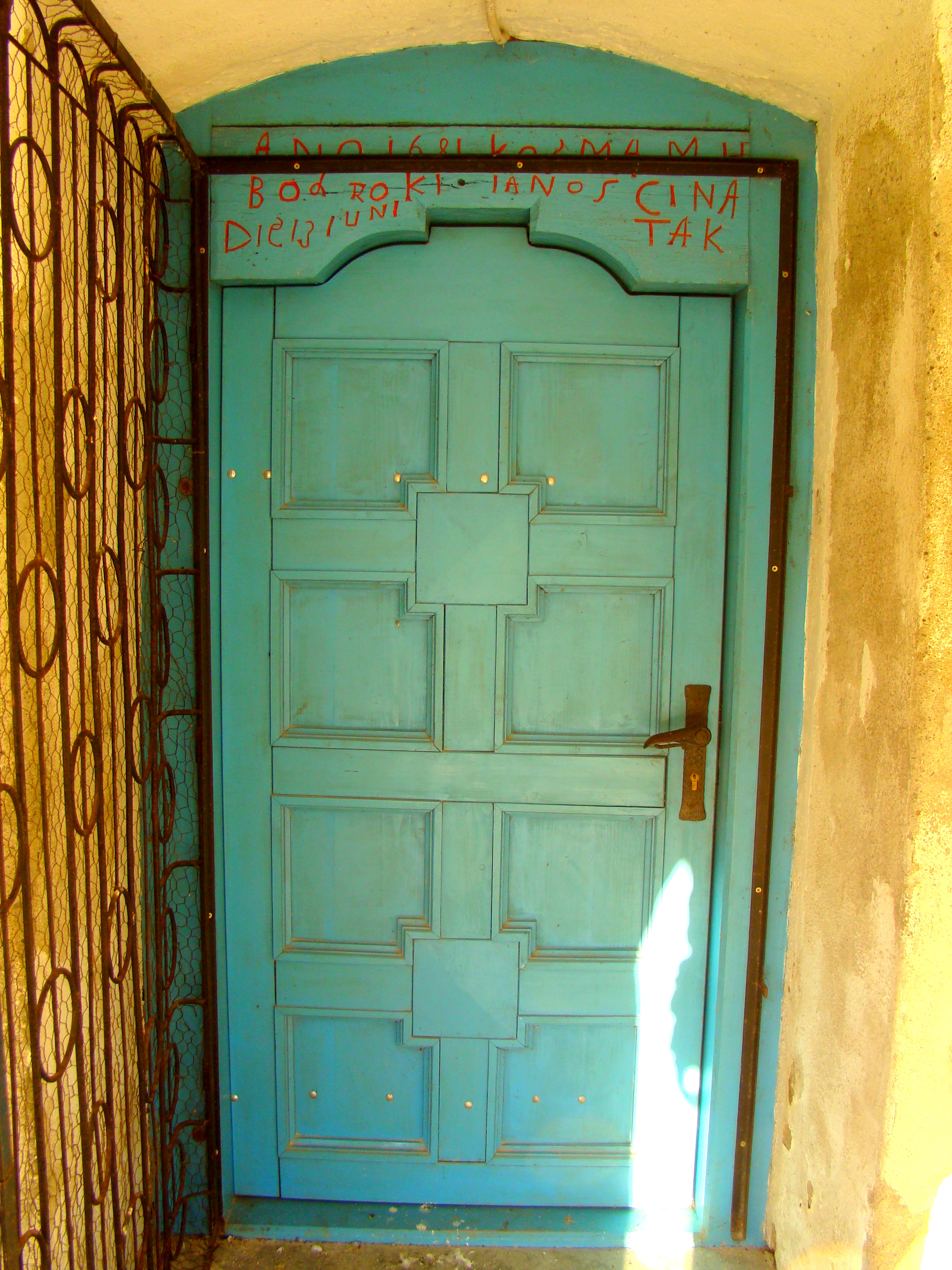
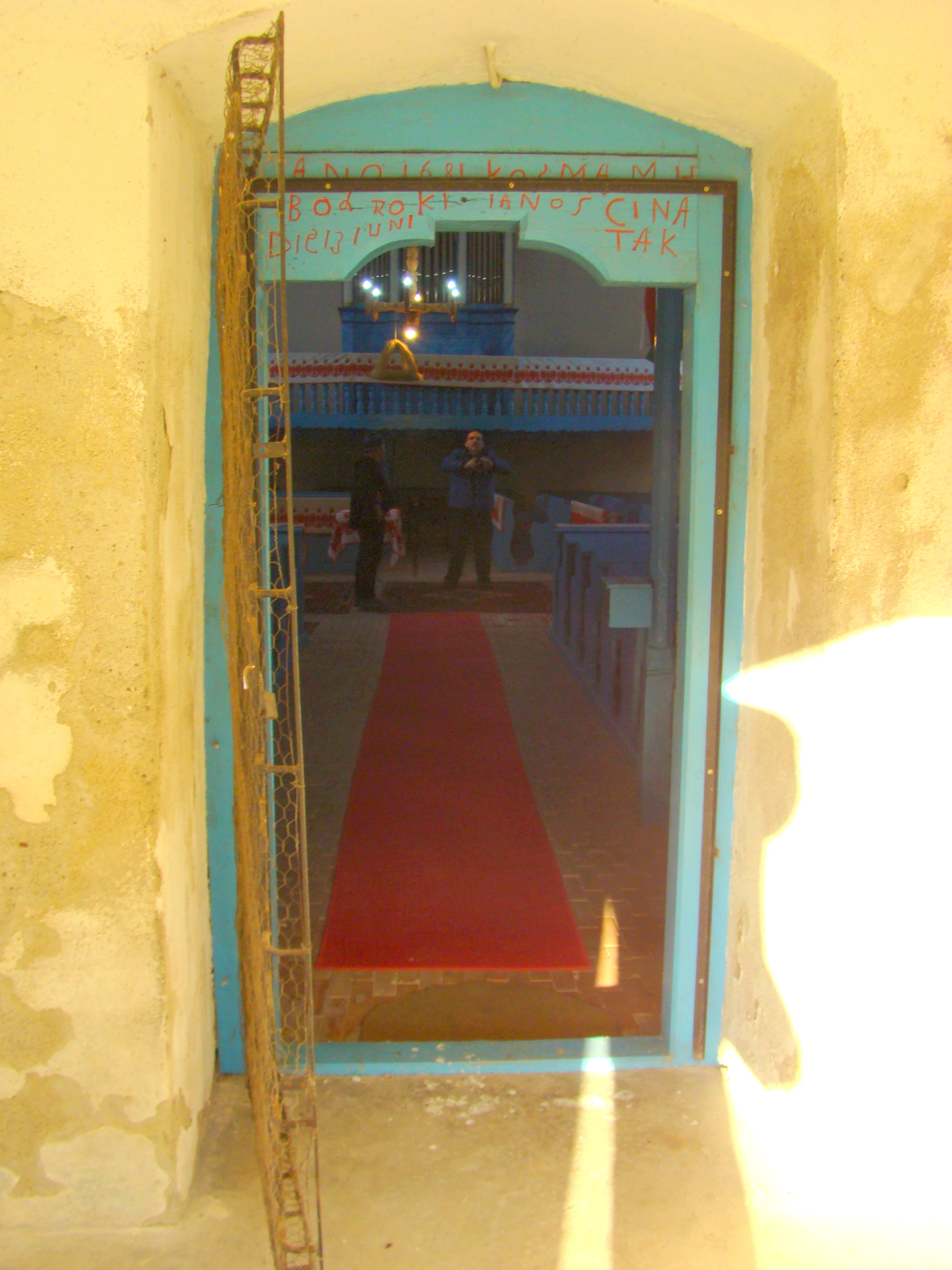
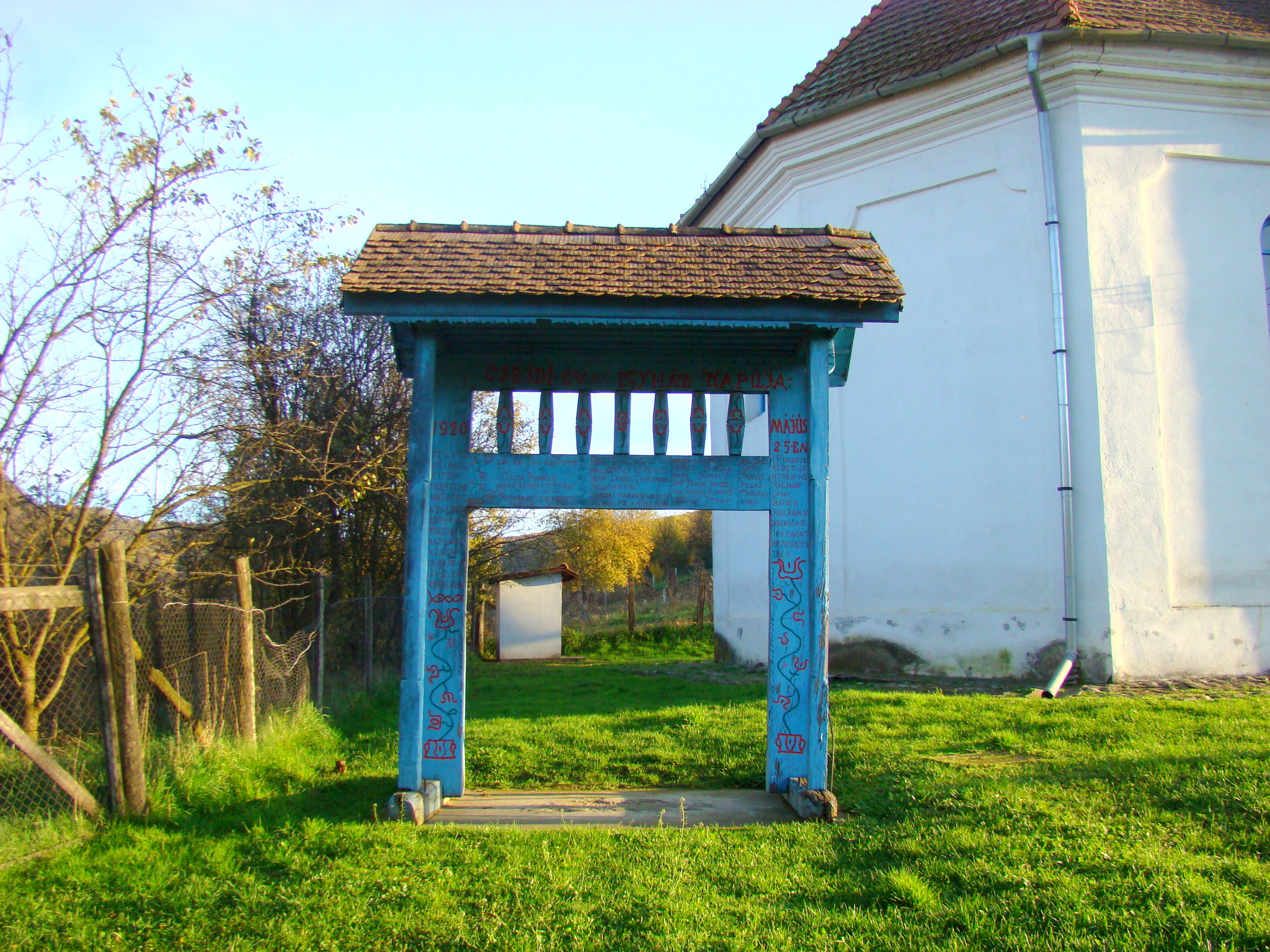

## Imagini din interior

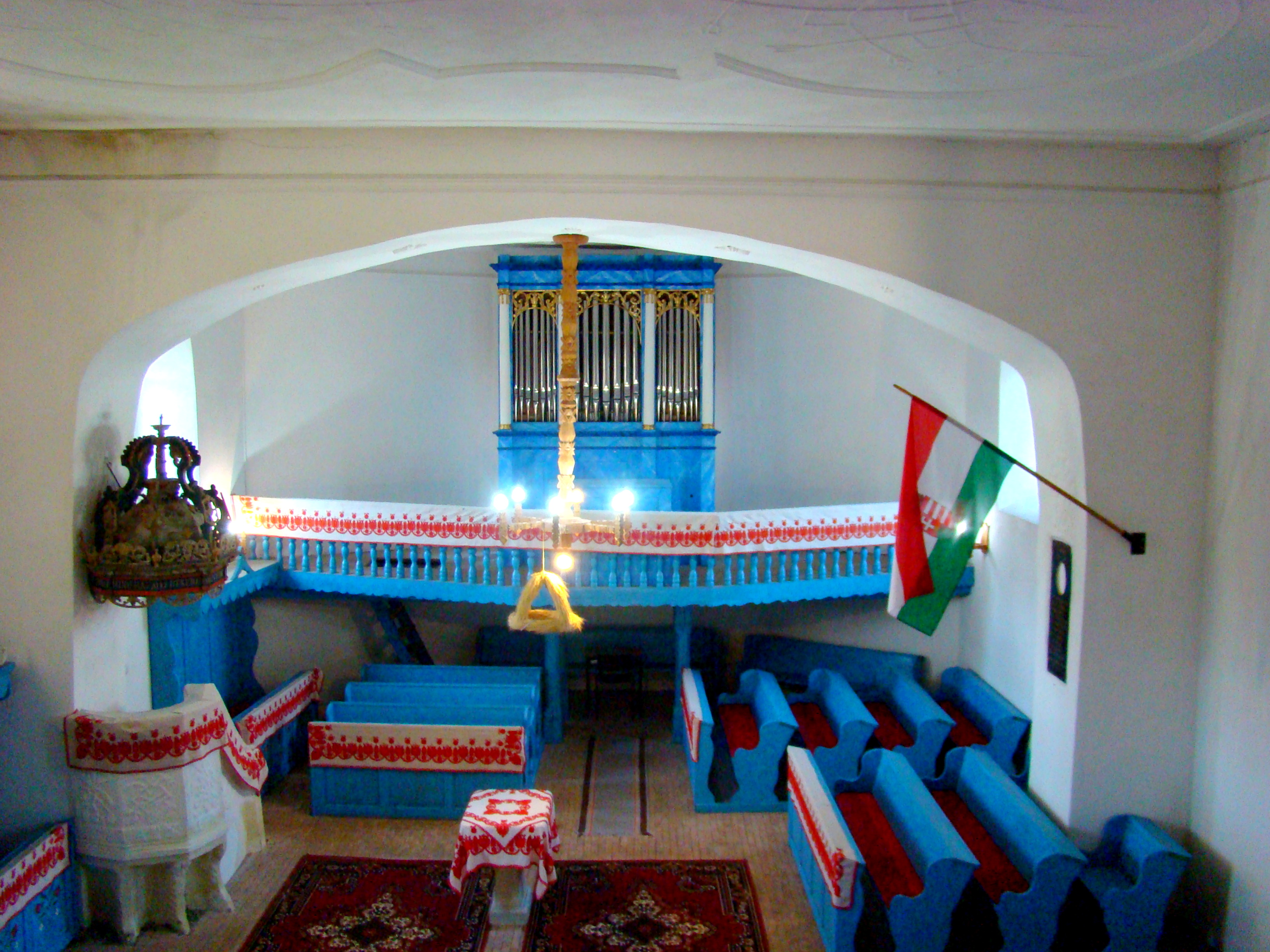
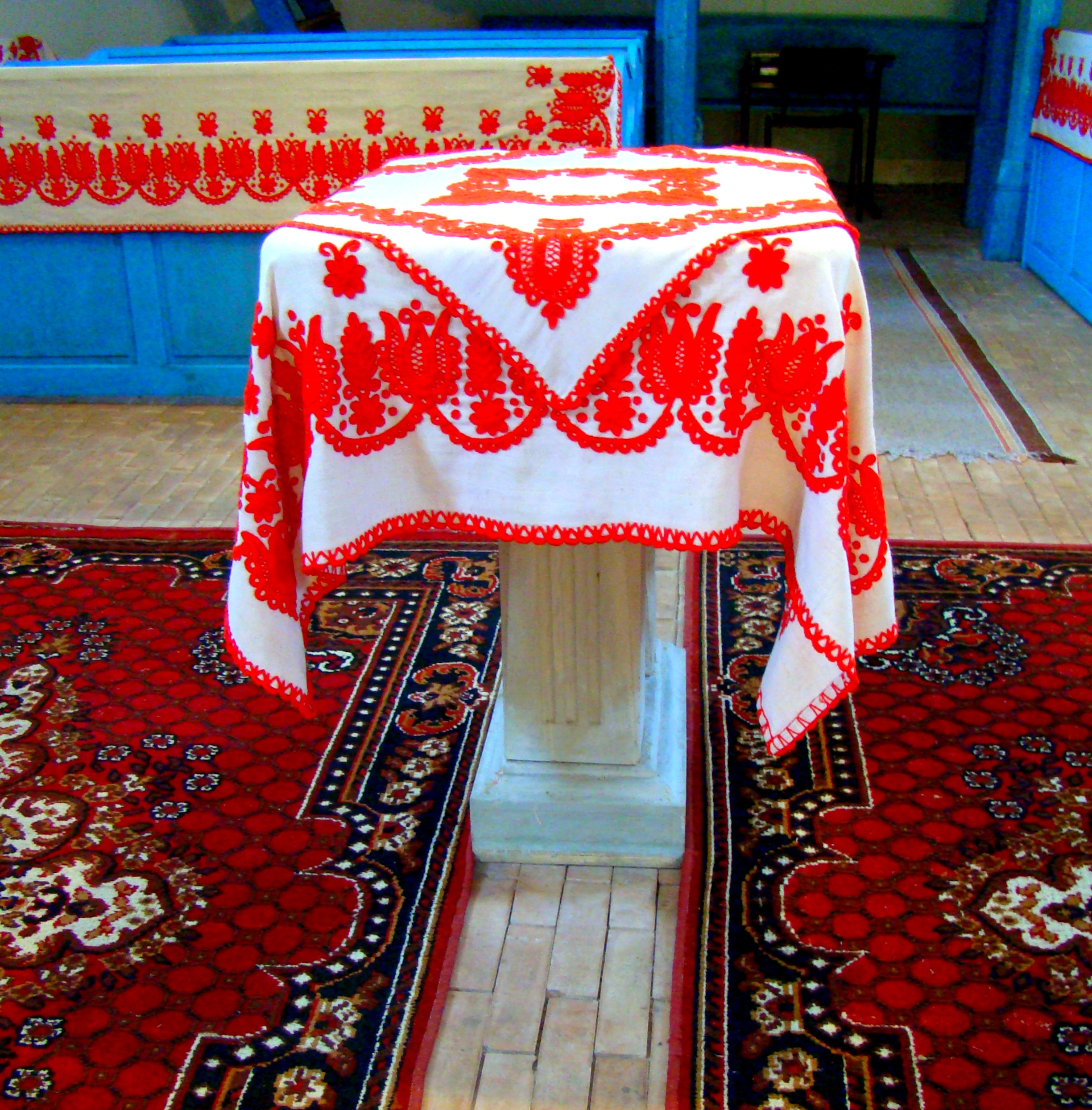
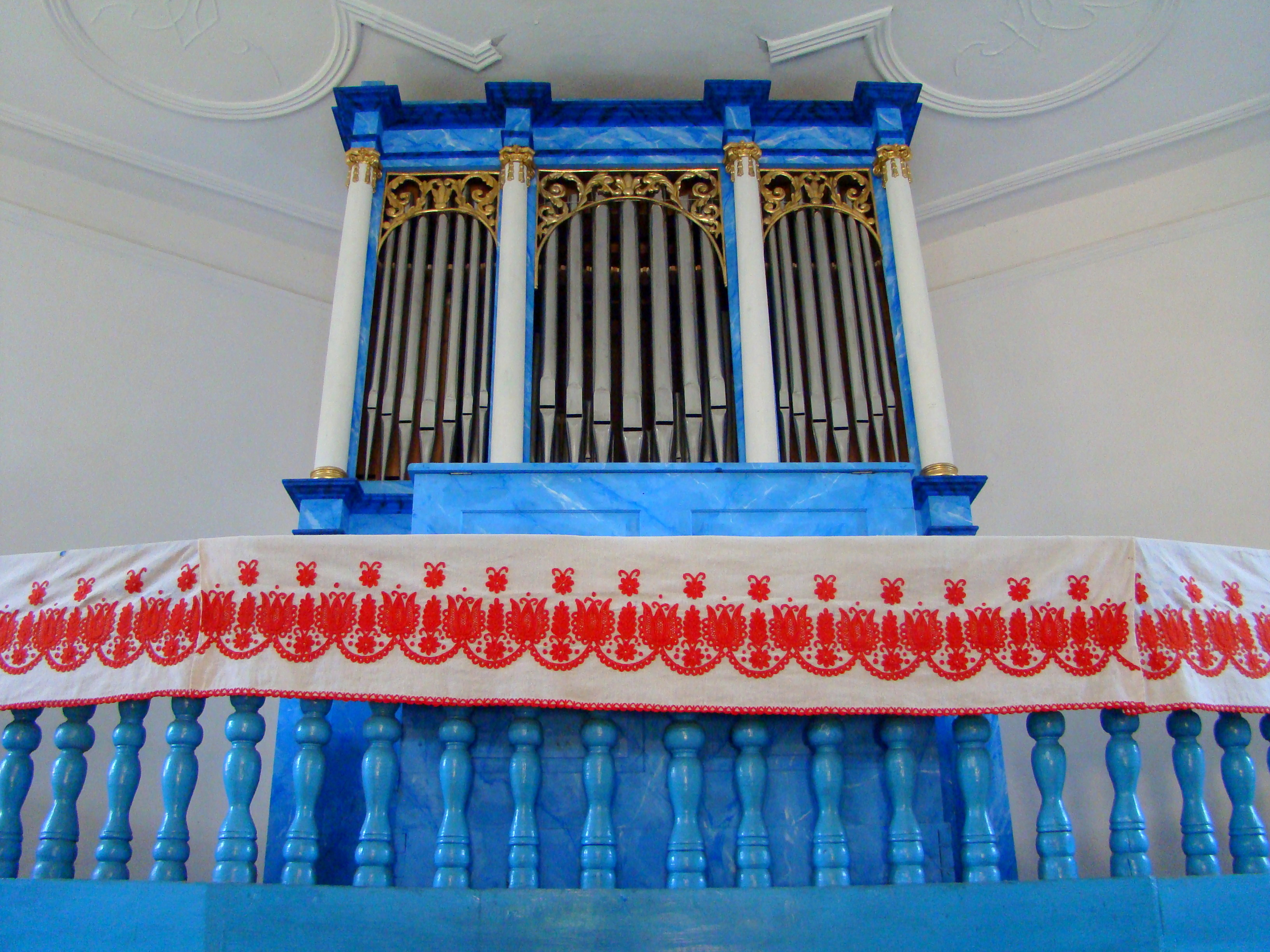
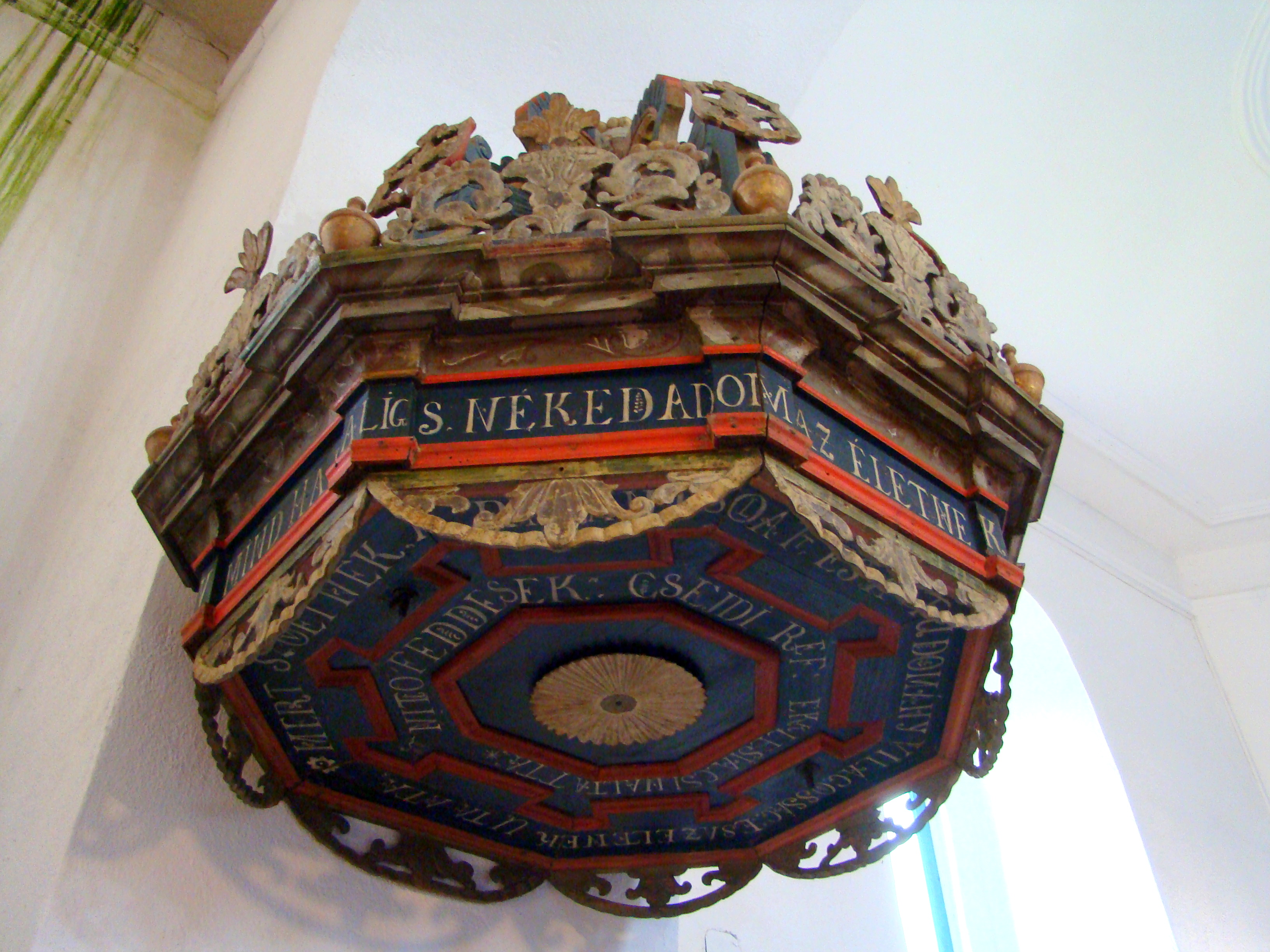
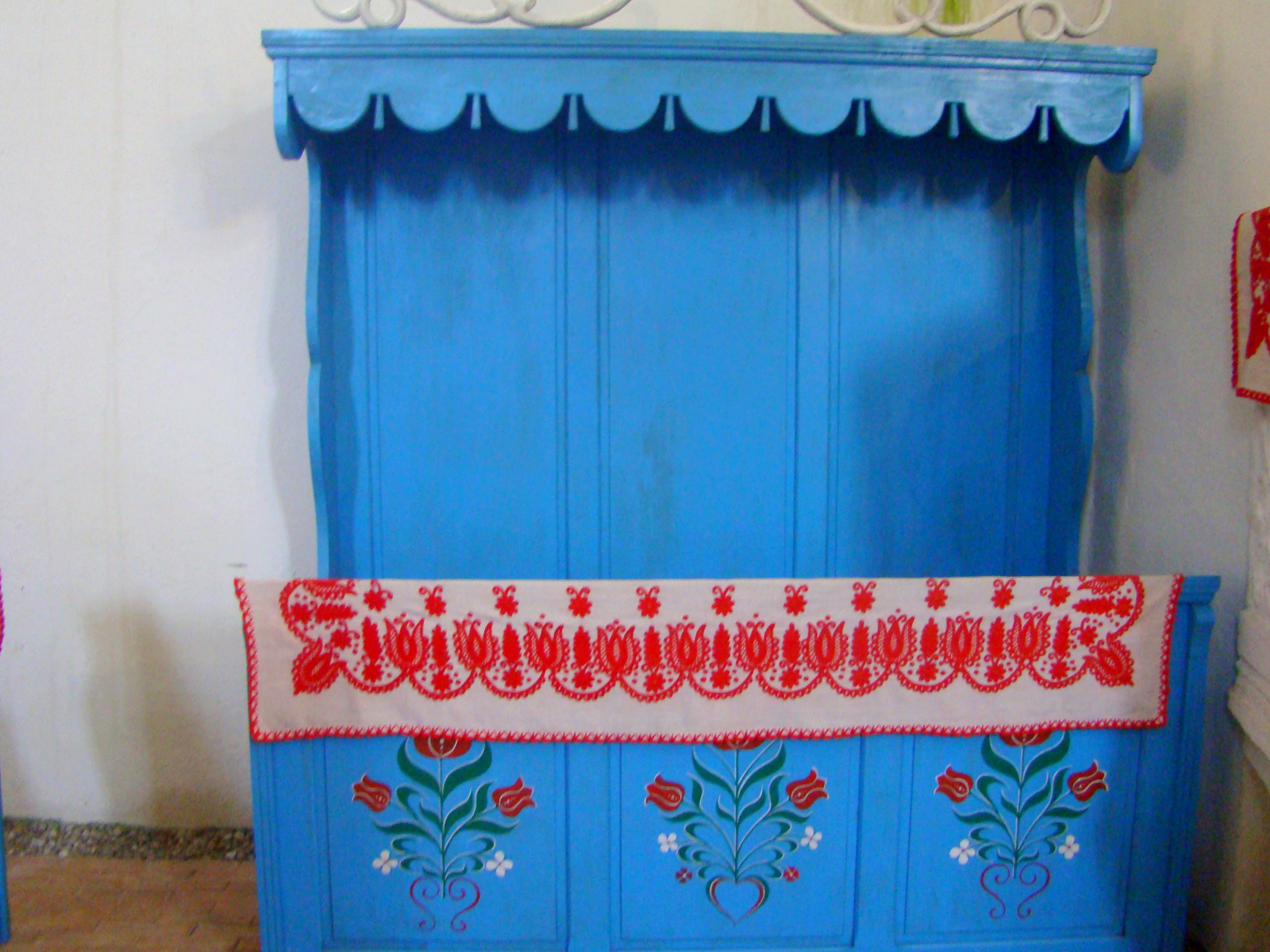
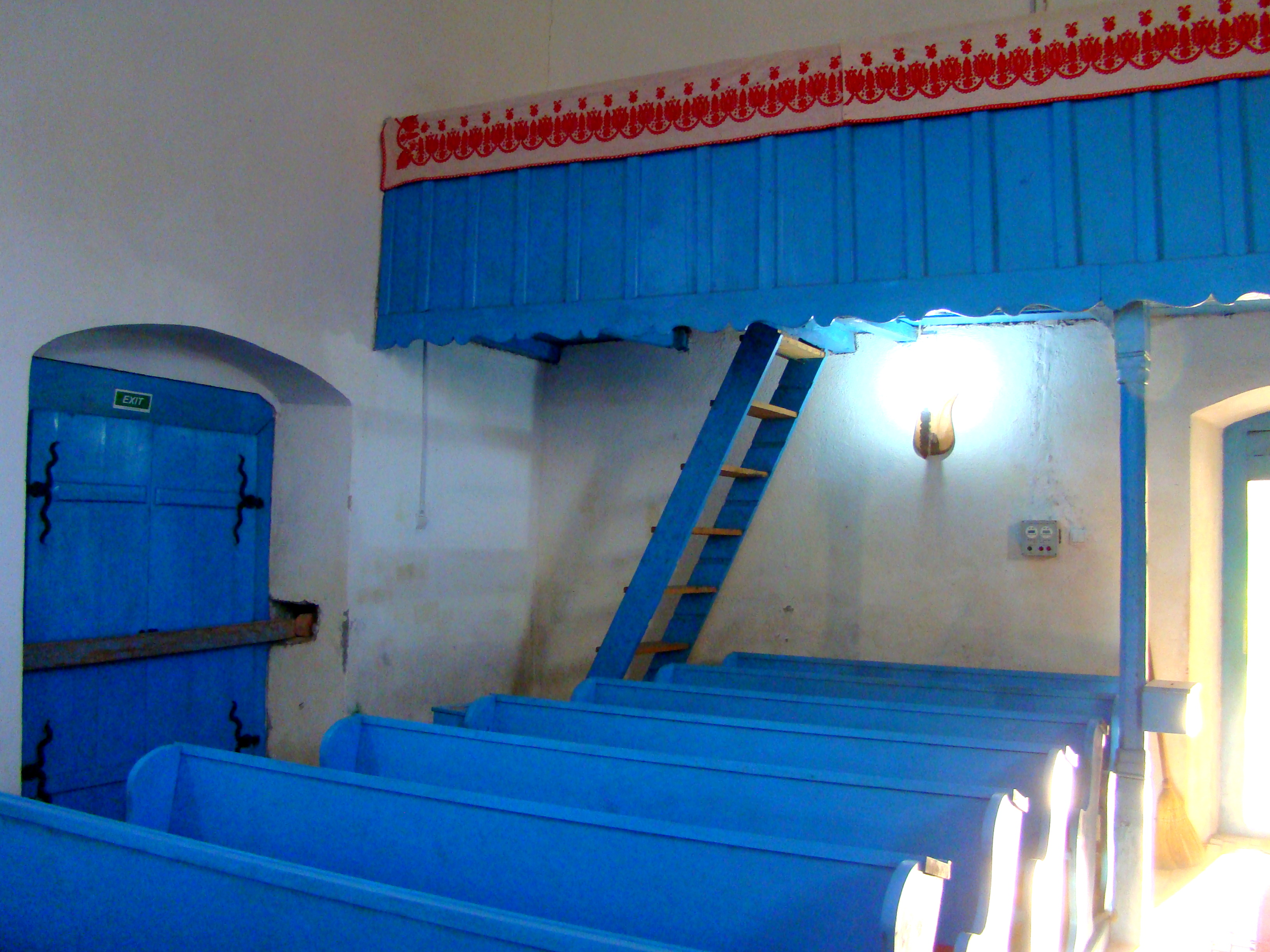
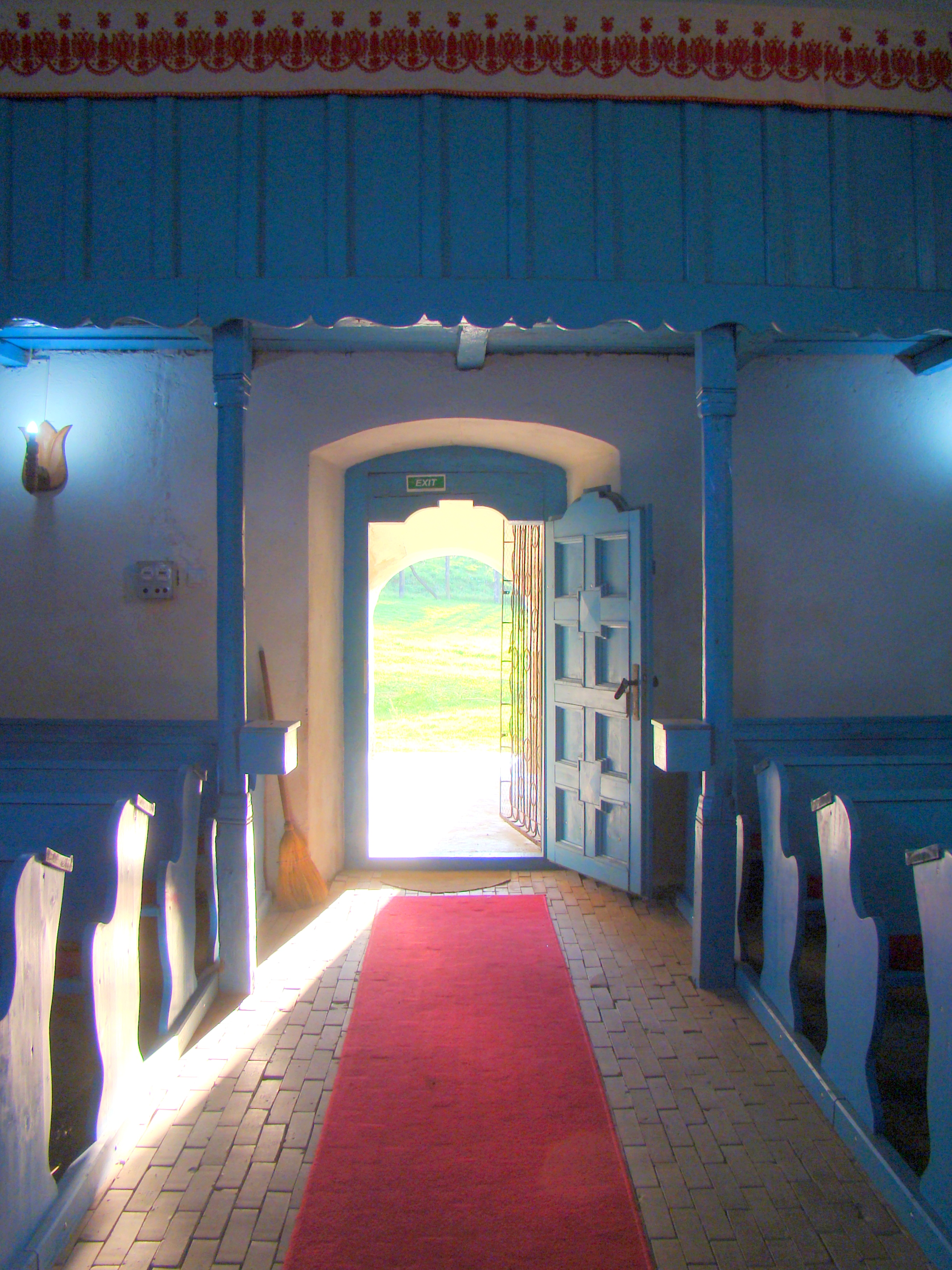
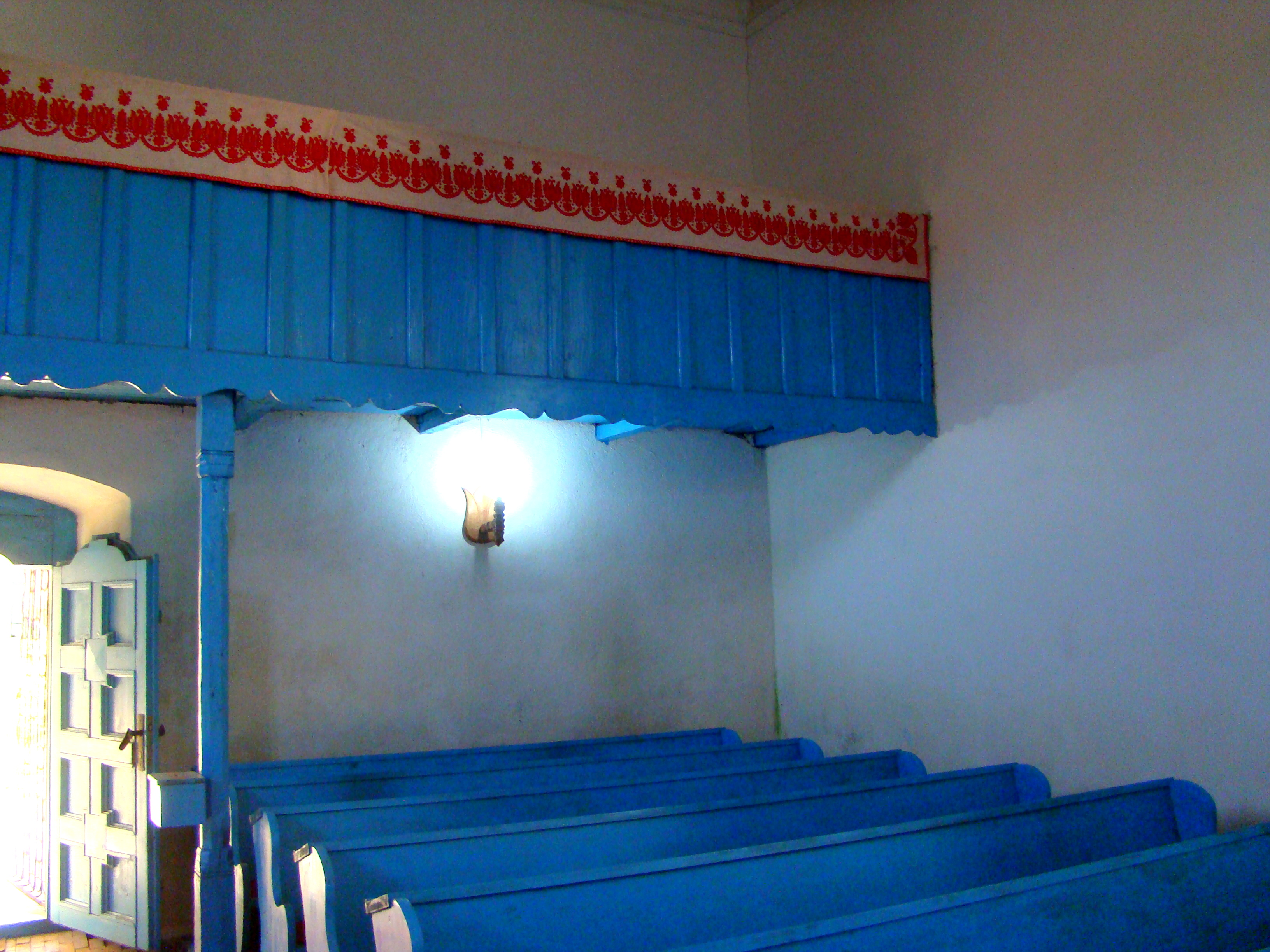
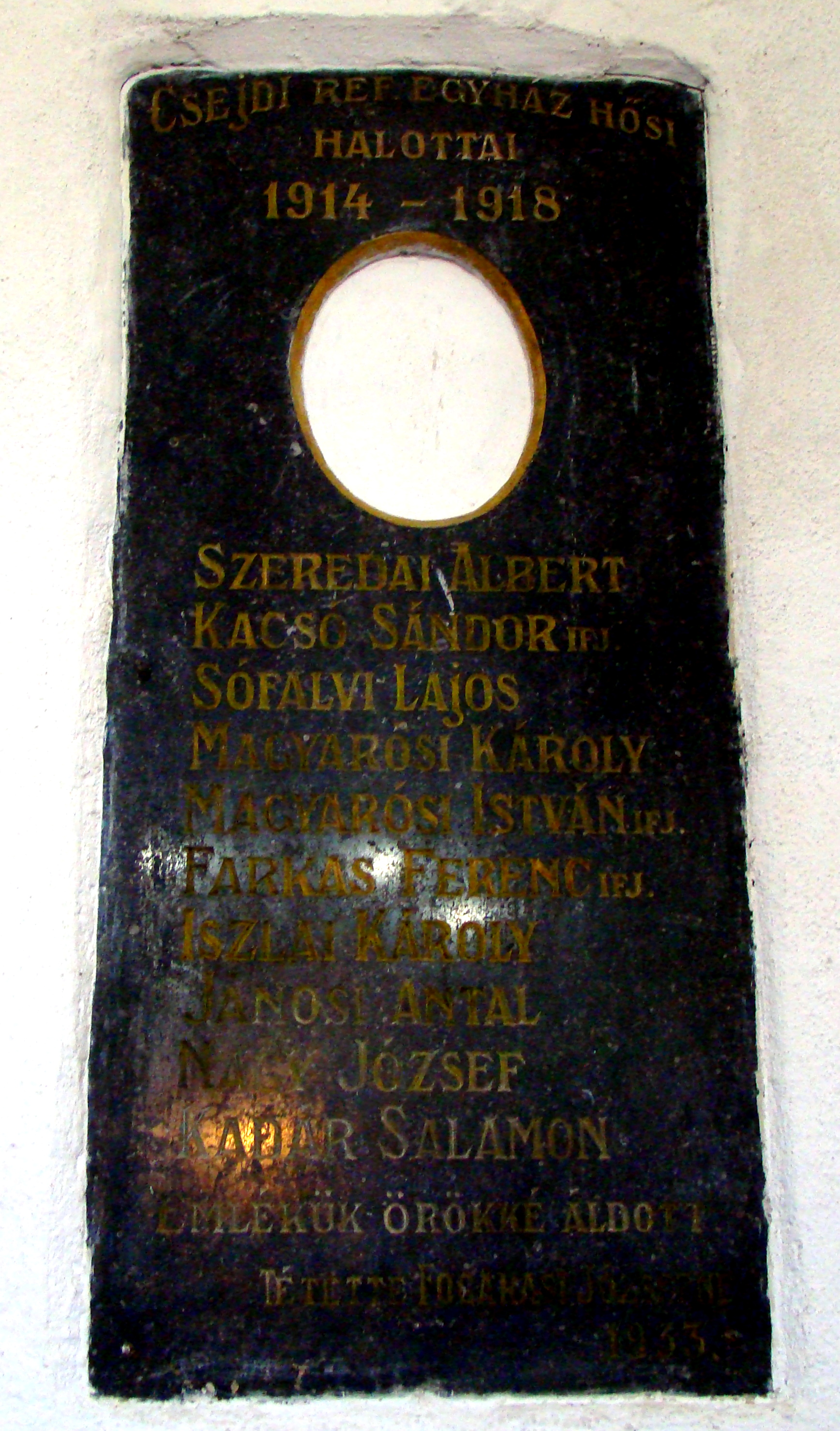
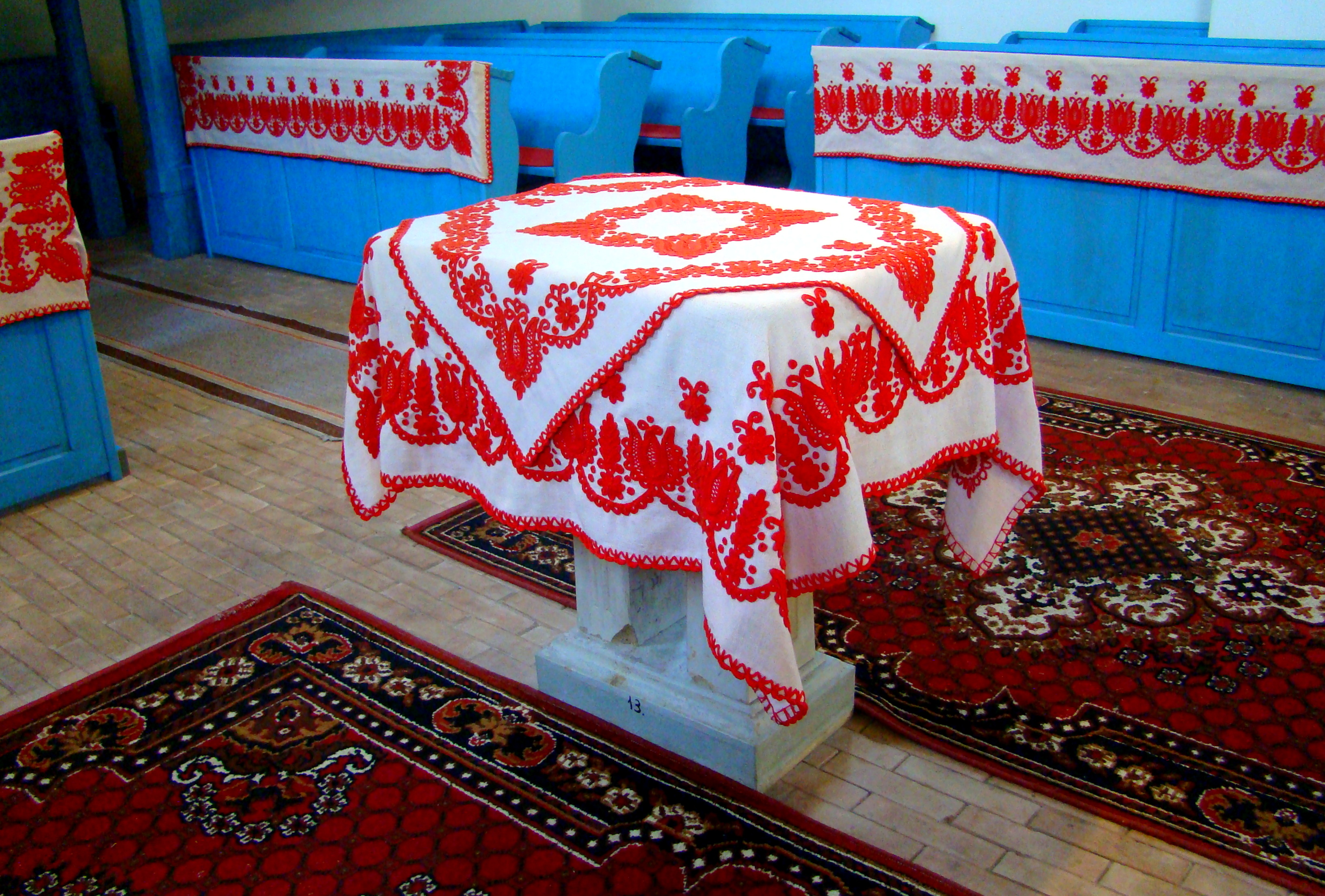
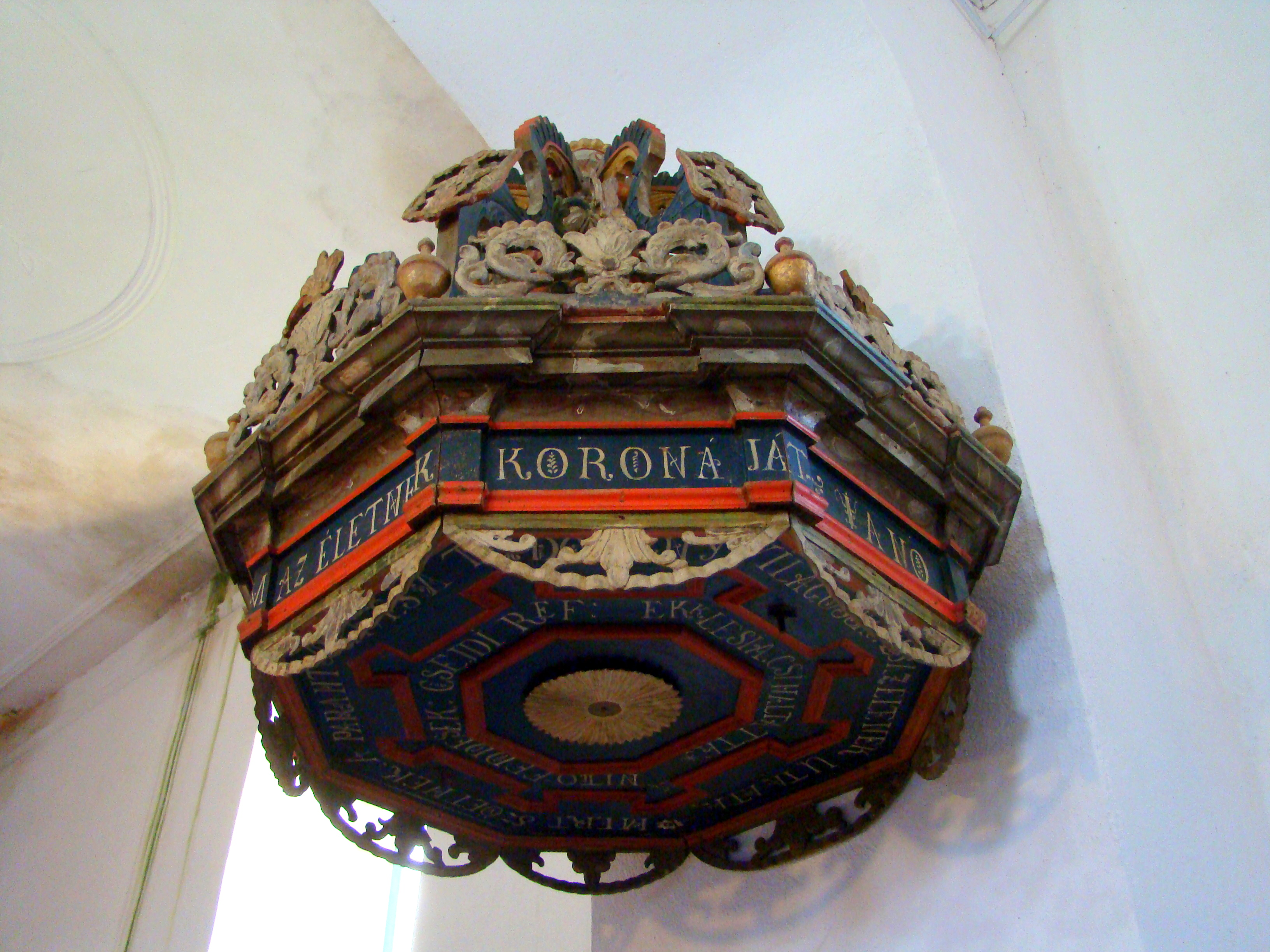
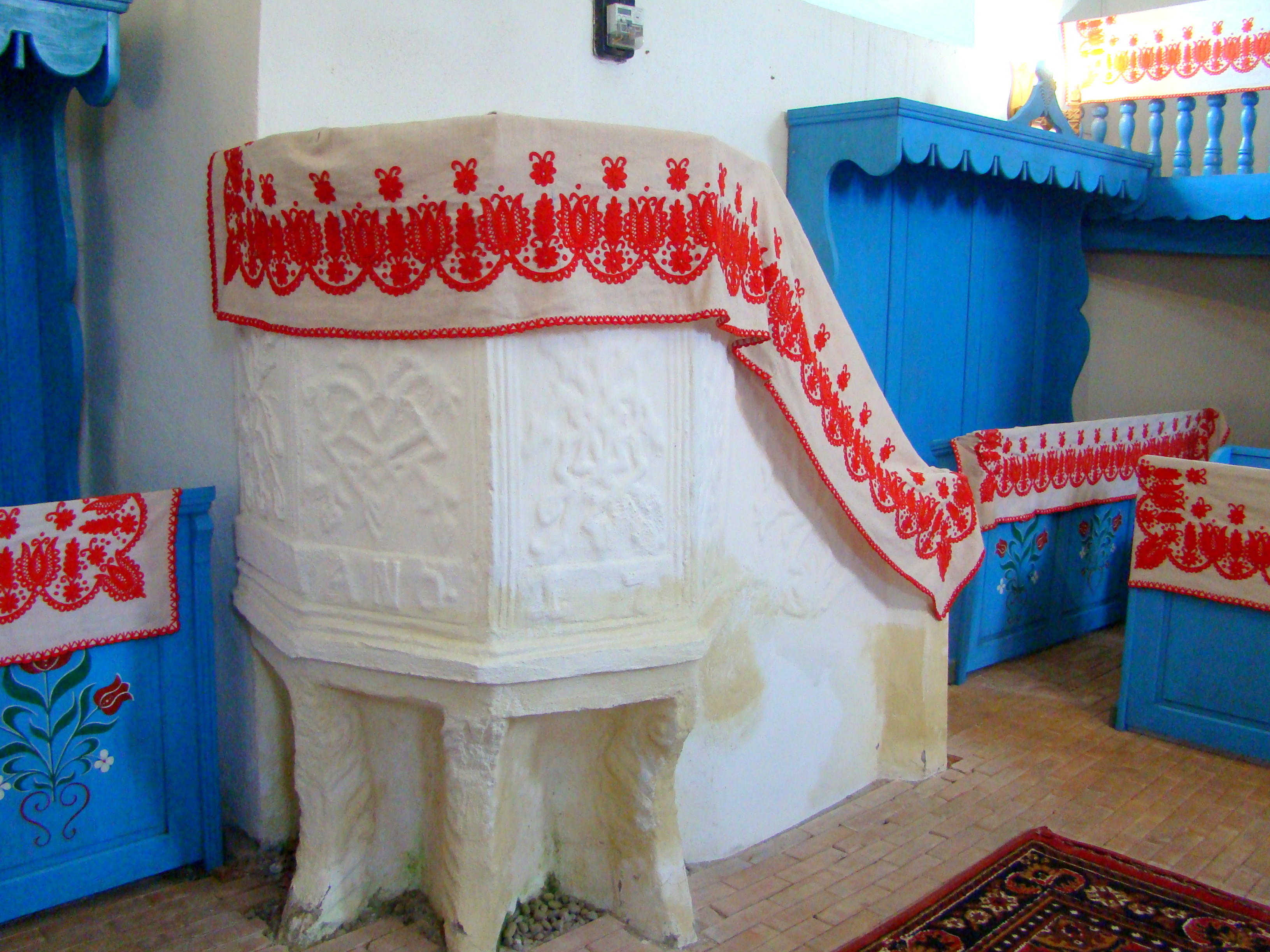
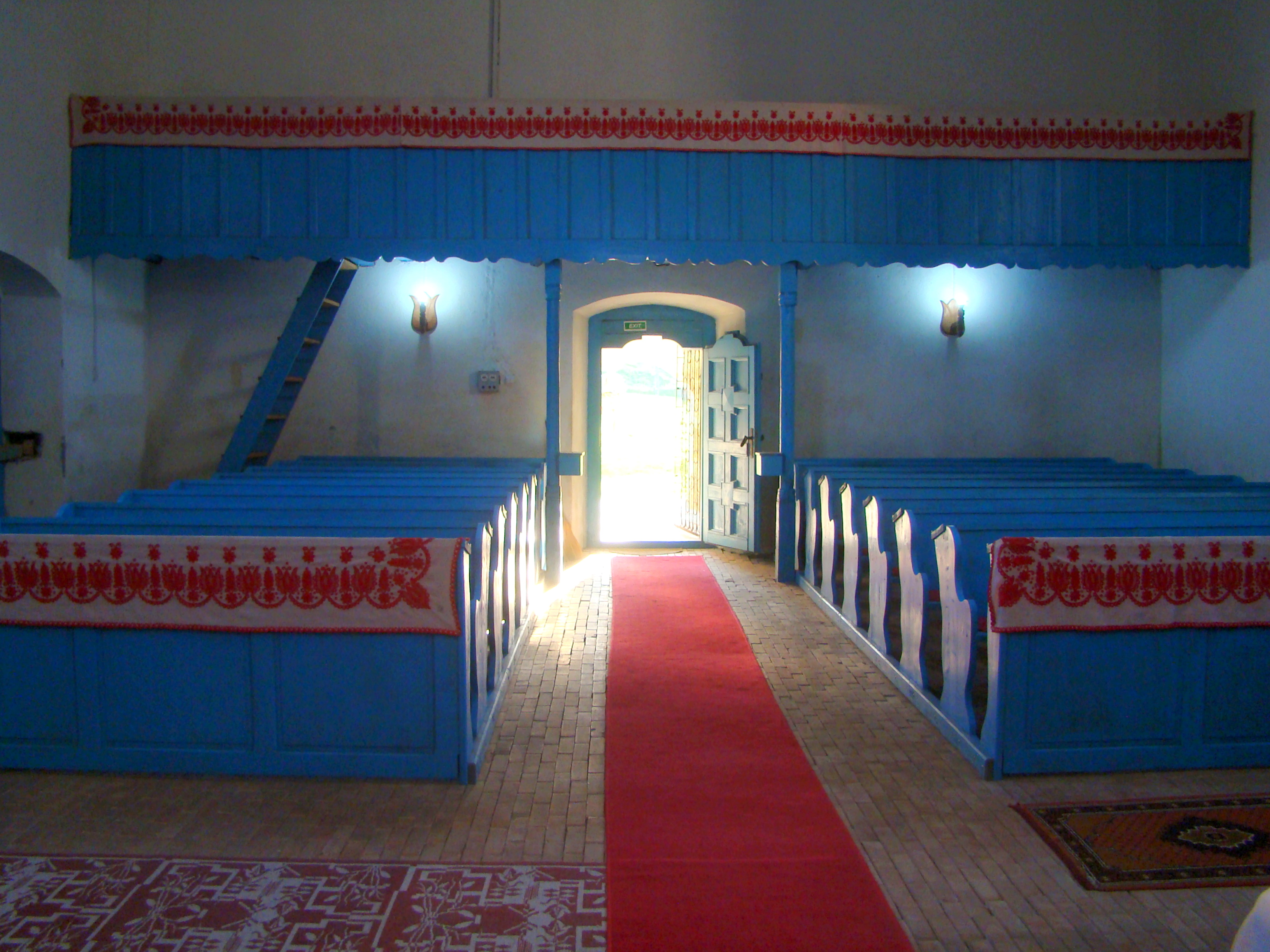
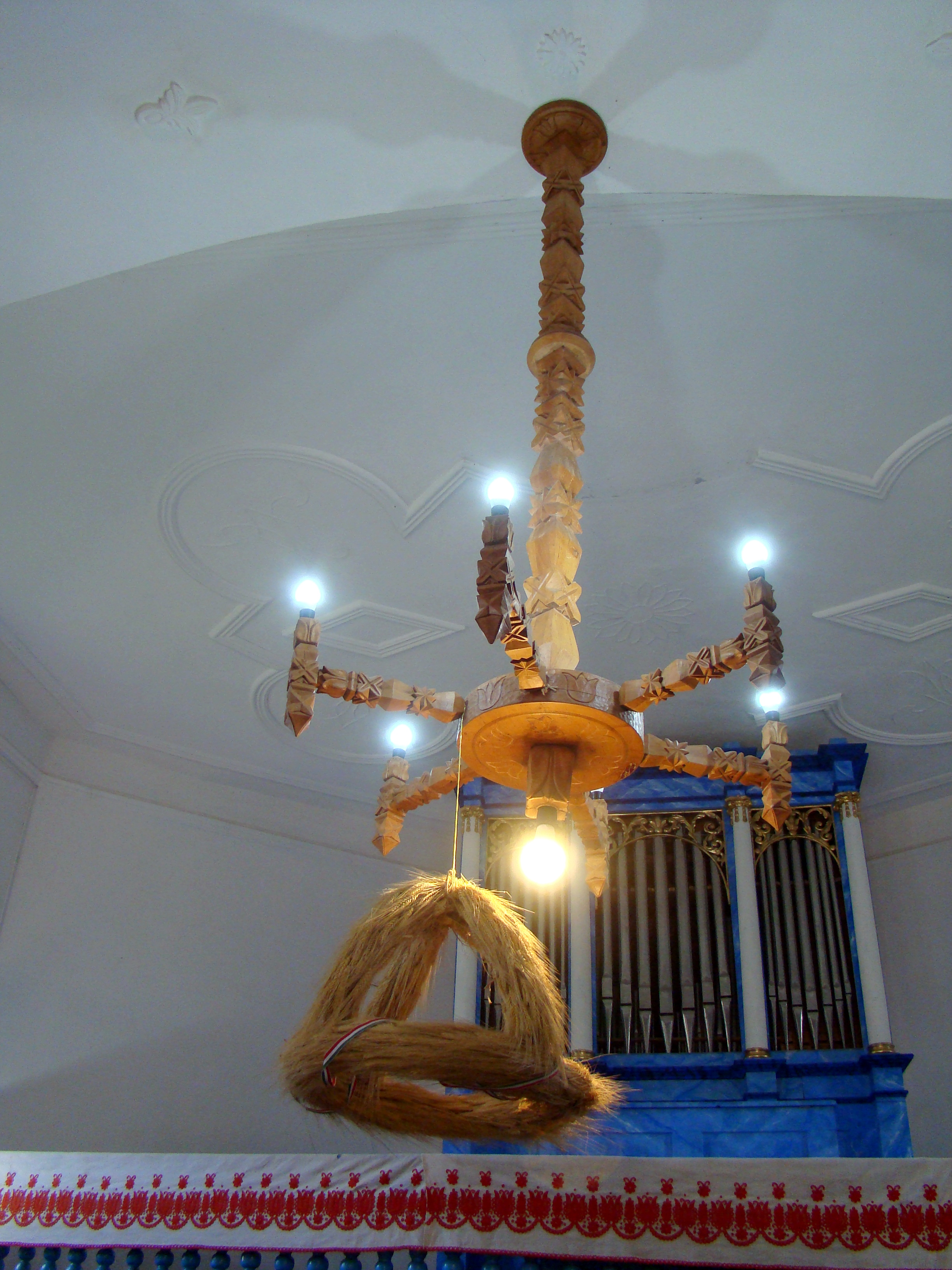
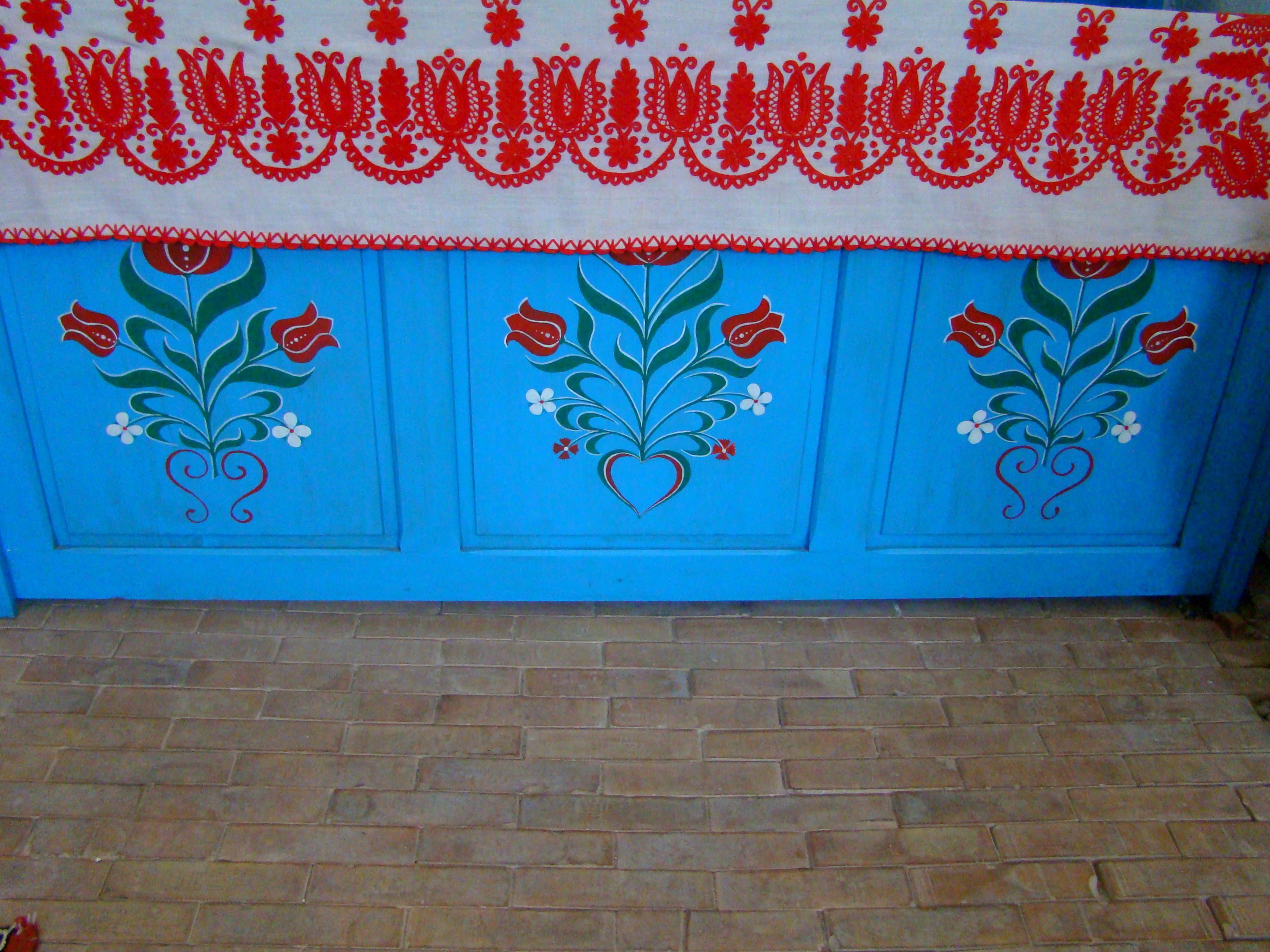
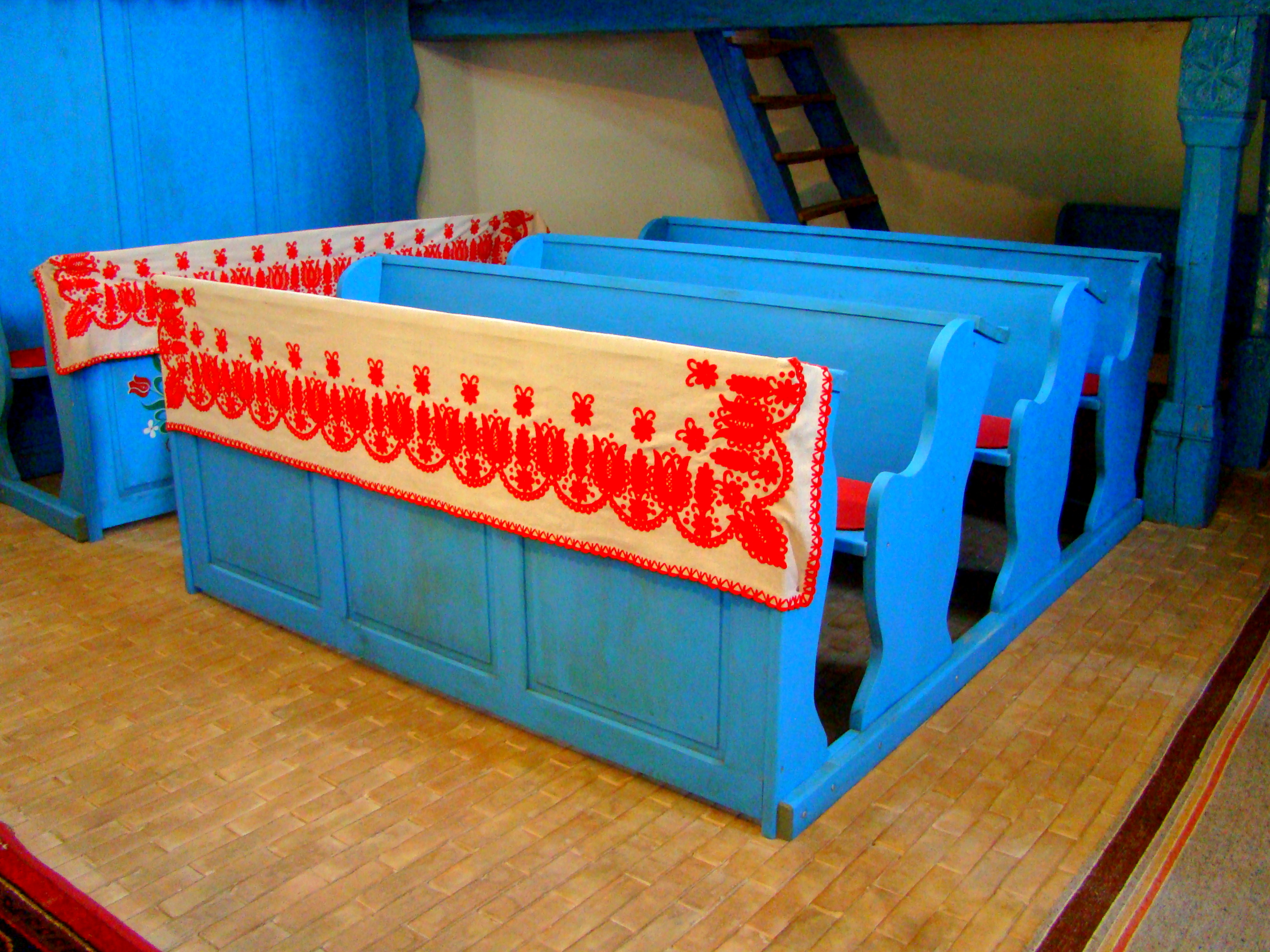
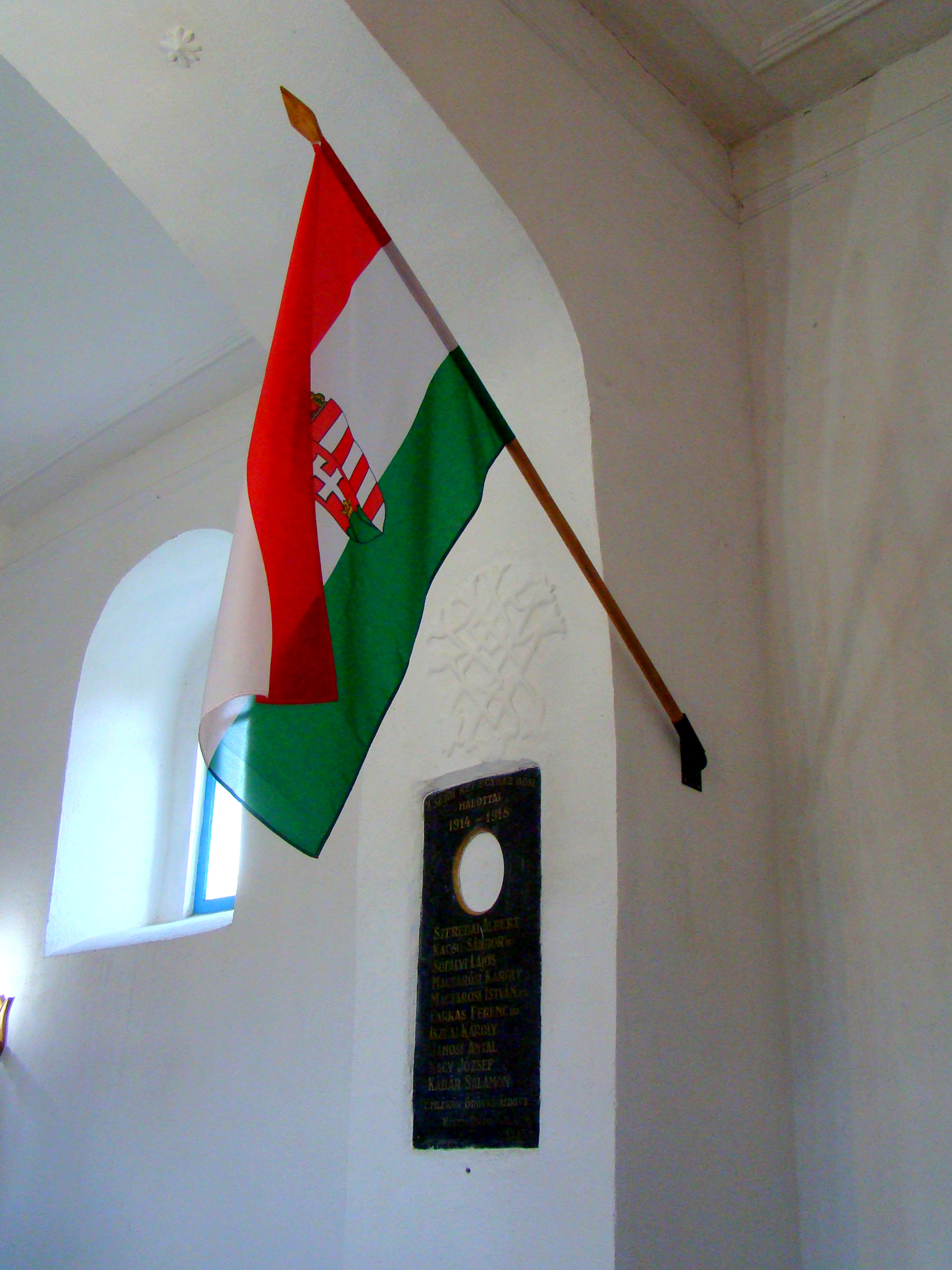
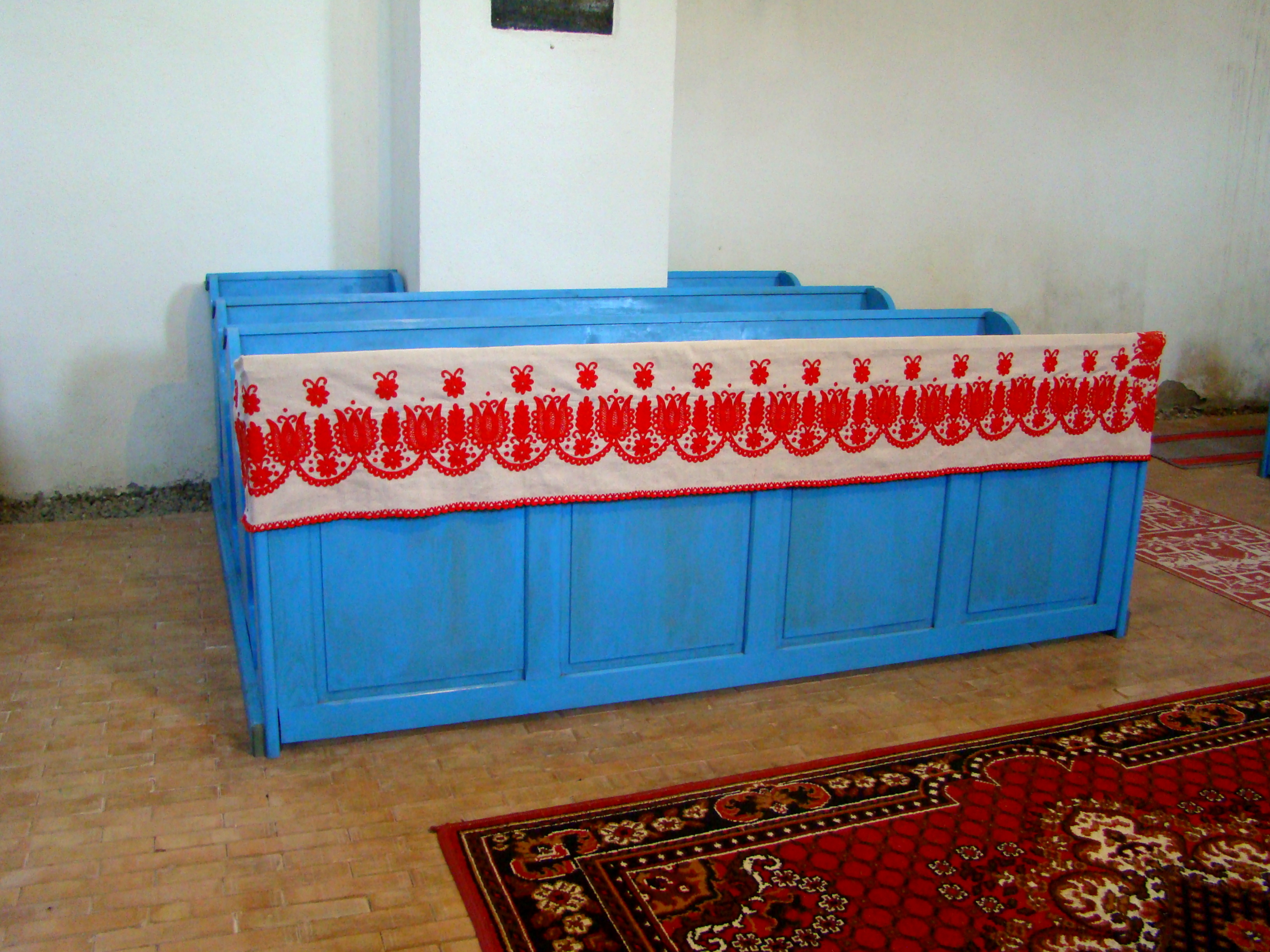
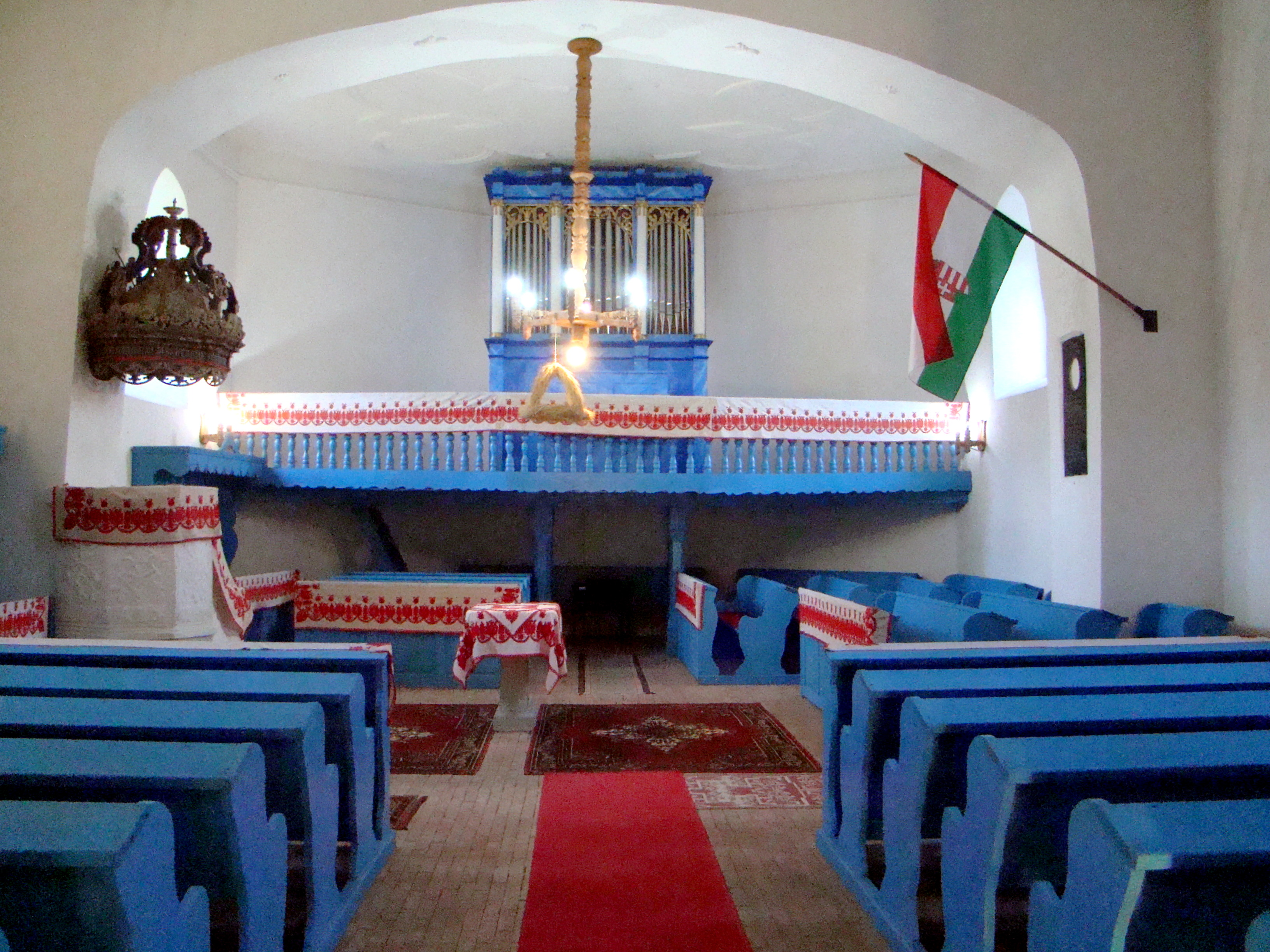